# Сільське господарство Ізраїлю

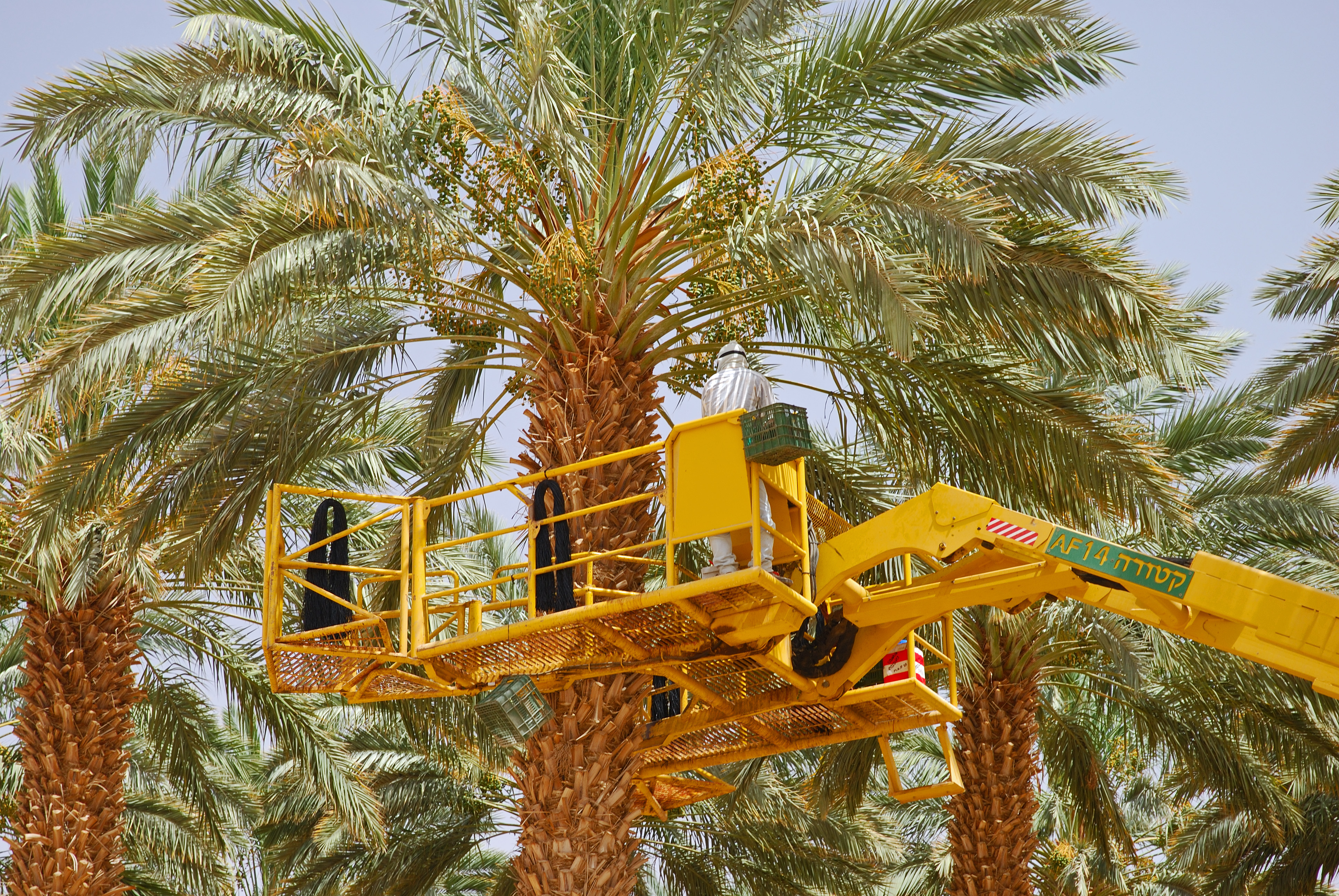
Збір урожаю в Ізраїлі

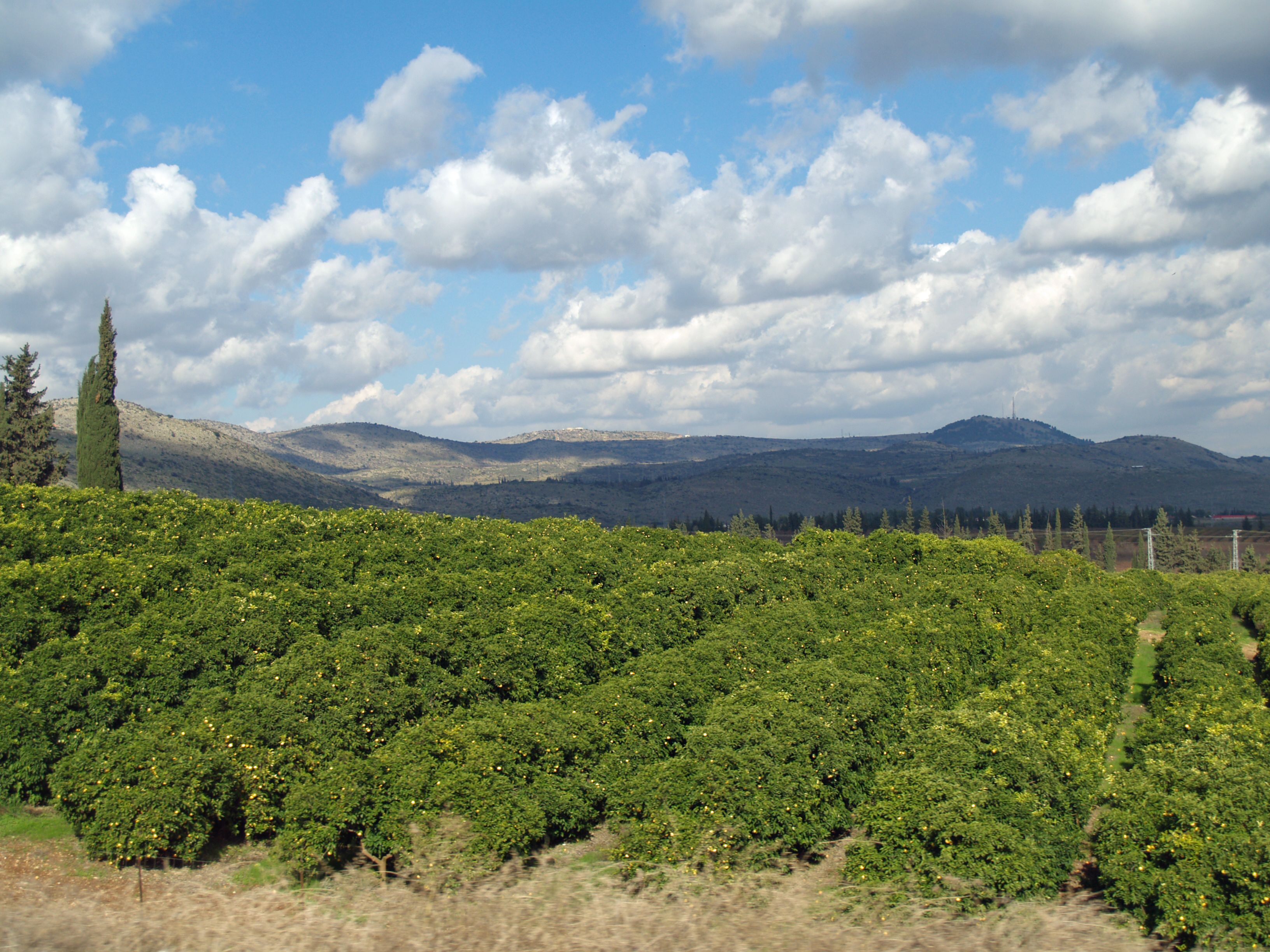
Галілея Лимонне дерево

Сільське господарство в Ізраїлі являє собою високорозвинену галузь народного господарства та економіки країни в цілому. Ізраїль є великим експортером продуктів і світовим лідером в області сільськогосподарських технологій незважаючи на те, що через географічні умови Ізраїлю є далеко не оптимальним для ведення країною сільського господарства. Більше половини площі Ізраїлю займають пустелі, а спекотний та неоднорідний клімат і нестача води не сприяють веденню господарства. Тільки 20 % землі в природних умовах придатна для ведення сільського господарства. На сьогоднішній день сільськогосподарська продукція становить 2,5 % ВВП і 3,6 % від експорту країни. 3,7 % від робочої сили Ізраїлю зайнято в сільському господарстві, при цьому Ізраїль на 95 % забезпечує власні потреби, імпортуючи тільки зерно, олійні культури, м'ясо, каву, какао та цукор.

## Історія

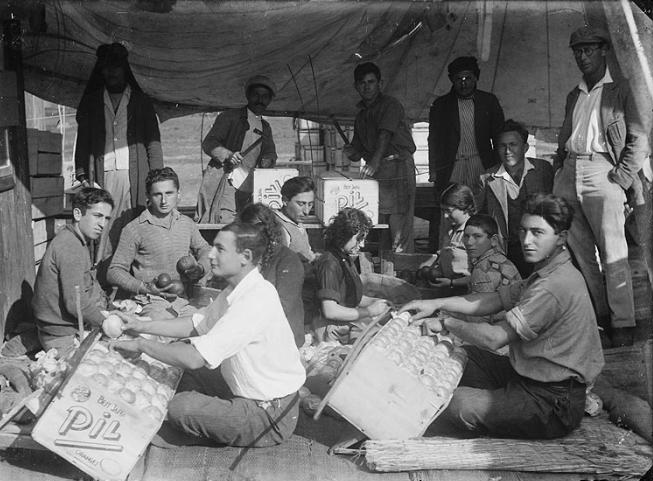
Пакування цитрусових, ще до заснування держави, до 1948,Хадера

Формування галузі ведення сільського господарства Ізраїлю пройшло декілька етапів від доісторичного так і до сучасного стану. У вивчені історії в цілому та конкурент сільського господарства помітний внесок зробила археологія. також лишив свій вагомий слід у розвитку технологій, регіону та галузі в цілому.

### Археологічні дослідження сільського господарства Ізраїлю
Вивченням історії стародавнього сільського господарства в Ізраїлі протягом останніх десятиліть займалося безліч людей.
Значно більше даних тепер отримано в результаті інтенсивного збору даних і використання нових методів при археологічних розкопках і дослідженнях, особливо щодо розвитку сільських поселень (сільських селищ і ферм) і їх ландшафтів (поля, терас тощо) та технологій колишніх сільськогосподарських знарядь (інструментів для обробки землі, наземних споруд, різноманітних приладів) і установок (винних, олійних пресів).
Інтенсивне дослідження рослинних і деревних залишків на ділянках допомогли розширити знання про різні культури як зернові, злакові та фруктові дерева, цитрусові, в різні археологічні періоди. Останки часто зустрічаються на поверхах будинків і складських будівель, на території дворів, в згорілих будинках і в коморах. Таким чином виробляються розуміння сільськогосподарських культур, що сприяє відновленню аграрної практики і структури харчування людей.
Подальше розуміння історії сільського господарства також виникло в результаті сумісної роботи у геоморфології, агрономії та ботаніці.
Палеологічні дослідження також сприяли поширенню знань про зміни ландшафту та їх загального ефекту на природу.
Також відбувається дослідження пилку який також корисний на мікро-екологічному рівні. Проби пилку поки були взяті з Мертвого моря і з Кинерету та дали змогу дослідити рослинний світ країни більш детальніше.

### Доісторичні часи
Ерец-Ісраель був одним з перших, якщо не першим в світі осередком неолітичної революції — переходу від збирального до відтворювального(виробничого) господарства.
Вже у верхньому палеоліті (18 тисячоліття до н. е.) в селі на березі Кинерету збирали зерно диких злаків і розтирали їх на зернотертці. Натуфійська культура 11-10 тисячоліття до н. е. мала розвинену технологію збору, зберігання і переробки диких злакових рослин і фруктів. У 9 тисячолітті до н. е. простежуються перші ознаки посівів ячменю і пшениці.
Деякі археологи відносять початок сільського господарства в Ерец-Ісраель до періоду мезоліту, коли з'явилася натуфійська культура з її кістковими і кремінними артефактами, деякі з яких збереглися і до наших днів.
У печері Кабаре на горі Кармель був знайдений серп з ручкою у формі голови козла (або фавна). До цього ж періоду відносяться знахідки інших серпів, ступ, які були виявлені в інших населених пунктах Ізраїлю. На думку вчених, всі ці артефакти вказують на вирощування злаків. Однак, Існує і інша думка, це те що ці предмети використовувалися тільки для того, щоб збирати урожай.
Археологічні знахідки, що свідчать про розвиток як і землеробства так і скотарства, стають більш поширеними в епоху неоліту. Про це свідчить поселення, які виробляють і зберігають продукти харчування. До цього періоду також відносяться розкопані доісторичних місць, такі як печера Абу Узба на горі Кармель, неолітична печера поблизу Шаар Ха-Голан в долині річки Йордан і нижніх шарах Єрихону.
У період халколіту (період між неолітом і бронзою, близько 4000 р.до н. е.), кількість сільськогосподарських поселень в долинах, особливо поблизу джерел води, збільшувалися. Поселення будувалися як на рівнинах Моава (на північний схід від Мертвого моря), де були виявлені Тлелат ель-Асул (Ѓасул) — кургани, що покривають прості будівлі, зерносховища, сільськогосподарські знаряддя та інструменти ремісників з вапна або кременя.
У пізнішій частині халколітского періоду з'явилися мідні посудини, подібні до тих, які були знайдені в Тель Абу-Матаре під Беер-Шевою. У цій області і в прилеглому Хирбет аль-Бітар розкопки виявили різносортну, пшеницю (Triticum dicoccum), пшеницю-однозернянку (Triticum monococcum), дворядний ячмінь (Hordeum distichum) і сочевицю (Lens esculenta Moench). В іншому місці були виявлені оливкові і фінікові кісточки, виноградні насіння і гранатові шкірки.

### Бронзова доба. До приходу євреїв.
Цей період включає ранню (3000 р.до н. е.), середню (до 1550 р.до н. е.) і частину пізньої бронзової доби.
Найбільш ранні літературні свідоцтва про місцеву сільськогосподарську діяльність містяться в написах на могилі єгипетського офіцера Вени, який провів військову експедицію в Палестині (початок 24 століття до нашої ери).

Армія повернулася з перемогою після приборкання країни мешканців піску (жителів прибережної рівнини)… після того, було зрубано їхні фіги та виноградні лози.

У той час Царська дорога, що йде уздовж прибережної рівнини і через Ізраїль і Йорданську долини, ставала все важливішою, і багато поселень були побудовані уздовж неї. Поселення були також засновані на півдні юдейських гір, наприклад, в Тель Бейт-Мірсіме, мабуть, в біблійному Дебіре.
Сувій Санехата (XX століття до н. е.) розповів про подорожі в Ханаан цього єгипетського офіцера, і в документі доводиться, що в південних районах країни існували поселення, в яких займалися землеробством і тваринництвом. Свідченнями існування багатьох поселень в 18 столітті до н. е. забезпечені єгипетські «тексти прокльонів».
Під час окупації гіксосів вперше згадуються хабіру — ймовірно, давньоєврейські племена патріархальної епохи. Це були кочівники, які не встановлювали ніяких постійних поселень. Деякі займали не тільки займалися пасовищами але і іноді сіяли де бажали. Так, Іцхак посіяв в регіоні Наале Герар «в тому році» та, в результаті рясного дощу, зібрав «прекрасний» урожай (Бут. 26:12).
Інші посилання на Святе Письмо вказують на те, що в цей час землі були щільно заселені і високо цінувалися. Пастухи Авраама і Лота посварилися один з одним, поки «ханаанеянин та періззеянин сиділи на землі» (Буття). За гробницю, який він хотів купити, Аврааму довелося заплатити Ефрон, хетти, повну ціну (там же, глава 23), і Якову теж довелося заплатити велику суму за ділянку поля в Шхемі, де він поставив свої намети (там же, 33:19).
Зображення в Храмі Амона експедицій Тутмоса в Ханаані (близько 1478 р.до н. е.) і його знаменита перемога в Мегідо включає в себе рельєфи рослин, які він привіз з Ханаан (Карнакський «Ботанічний сад»). У написі говориться, що «кількість врожаю, принесеного … з Макет рівнина Ізреель, становило 280,000 кг, зерна 5,400,000 серед того, що було отримано і взято царськими солдатами».

### В епоху Суддів
На відміну від біблейських згадок, свідоцтва інших джерел про стан місцевого сільського господарства незадовго до і після ізраїльського завоювання досить мізерні. Але з усіх джерел випливає, що радикальних кліматичних змін не відбулося. Теорія Хантінгтона про край, що стає все більш неродючим від біблійного часу досі, не підтверджується ніякими письмовими джерелами або археологічними відкриттями. Це вказує на те, що засіяні і засаджені площі збігаються з регіонами, зрошуваними дощем або штучним зрошенням сьогодні. У зрошуваних районах долини Йордану, а також уздовж узбережжя Середземного моря (де річна кількість опадів перевищує 300 мм) існували численні сільськогосподарські поселення, а в північних районах Негева їх не було. Земля там оброблялась раз на декілька років, коли рясні опади давали рясні врожаї. Південний Негев і Арава були порожніми, за винятком пустельних оазисів і іригаційних об'єктів, де води, що стікають з гір, збиралися перед греблями. Такі проекти були обмежені під час царства, але збільшилися в епоху набатеїв. Стан лісового фонду нічим не відрізнялося від початку єврейської колонізації в наш час. Ліс і чагарники поширювалися по горбах і скелястим районам, які важко обробляти, і в районах, де відсутність безпеки робило землеробство і зведення сільськогосподарських об'єктів занадто небезпечними. Розграбуванню піддавалися «виноградні лози і інжир» районів, що межують з маршрутами воюючих армій. Це пояснює присутність лісів в районі Нахаль іронії (Ваді-Арах), згаданому в описі експедиції Тутмоса III (а потім і «великого лісу» на рівнині Шарон, згаданої Страбоном). Широкі лісу також простягалися вздовж північних і північно-східних кордонів країни — в Гілада, Башані та Лівані. Там, в рослинності вздовж Йордану і в пустелях, ховалися дикі звірі. У проміжках, коли земля була спустошена, тварини вторглися в руїни, де ліси почали рости. Кілька разів було зроблено біблійне попередження про небезпеку занадто швидкого військового завоювання: «Ви не можете занадто швидко їх винищувати, щоб не наповнила тебе польова» (Втор. 7:22, Вих 23:29; 26:12). Пробувши в пустелі багато років, народ Ізраїлю був незнайомий з місцевими умовами і навряд чи міг розраховувати на успішне освоєння інтенсивного землеробства, яке, здебільшого, існувало на знову завойованої території. Крім того, руйнування, викликане війнами і завоюванням, тимчасово спустошило великі сільськогосподарські угіддя, і вони були захоплені природними лісами — це стан, про який пізніше згадувалося у Ісаї 18: 9. Широко поширилися зарості чагарнику і лісу, а сільськогосподарські угіддя виродилися в пасовище.
Протягом перехідного періоду люди Ізраїлю, мабуть, були в основному зайняті скотарством, як в патріархальні дні. Пісня Двори не дає ніяких слідів широкого заняття рослинництвом, хоча ґрунт була оброблена. Плем'я Реувена описується як живе «серед овечих кошар, щоб був чути шум стад» (Суд. 5:16). Писання також свідчить про існування широких пасовищ в Гілада і Башані в Зайордання, районах, населених племенами Реувена і Гада, і половини племені Менаше, які все володіли великою кількістю худоби (Числа 32, Втор 3:19, ЙбН 1:14). Хоча Біблія дійсно зображує землю Ханаанську як таку де «тече молоком з медом», з цього виразу можна зробити ніяких висновків щодо відносної важливості пасовищ («молоко») на відміну від обробки ґрунту («мед»). Тваринництво в обмеженій мірі практикувалося в прикордонних пасовищах і пустелях або використовувало як кормову базу стерню зернових полів і стебла з городів. У період завоювання вівці і велика рогата худоба також паслися в лісах, які покривали фермерські землі. Талмудичні мудреці, безсумнівно, покладалися на давню традицію, коли вони включали серед таїнств, введених Єгошуа, дозвіл випасу худоби в лісистих районах. Але сільськогосподарське процвітання Ізраїлю завжди визначається кількістю опадів. Цей факт підкреслюється вже в Біблії, яка вихваляє цю країну як країну, яка «п'є воду, коли гряде дощ небес» (Втор 11: 10-11), на відміну від Єгипту, який був зрошений. Це благословення, однак, також тягне за собою небезпеку, неодноразово повторювану в Біблії і в рабинської літературі, що через гріх опади можуть бути утримані, в результаті чого виникла посуха і голод. Хоча країна описується як «країна струмків води, джерел і озер, які народжуються в долинах і горбах» (там же, 8: 7), немає ніяких доказів того, що в стародавні часи було більше сотні дрібних джерела і декількох середніх і великих джерел, які зараз існують. Письмо вихваляє рівнину Йордану як «добре политу», і це так, навіть сьогодні (Бут. 14:10). Або через досвід, або запозичуючи сільськогосподарські навички корінного населення, ізраїльтяни поступово освоїли землеробство. Талмуд описує їх попередників як таких які «добре розбираються в культивуванні землі», кажучи: «Наповнюють це сховище маслинами, наповнюють це сховище виноградом» і відповідно інтерпретує їх імена: «Хорі — ті, хто які пахли землею; Хіві — ті, хто пробував землю як змія» (Шаб 85а). Навіть розвідники визнали, що Ізраїль — це земля, «на якій тече молоко і мед, і величезні грона винограду її плід» (Числа 13). П'ятикнижжя заявляє, що завойовники увійдуть в землю з високорозвиненим сільським господарством, родючим ґрунтом і побудованими сільськогосподарськими спорудами (Втор. 6:11). Особлива згадка відноситься до обробки пагорбів, де на терасових полях були посаджені виноградні лози і фруктові дерева, а також водяні цистерни, олійні і винні преси та бочки. Оскільки хананеіеще були витіснені з родючих долин, пшеничні поля не були доступні ізраїльтянам (Сивий. 1:19, 27-36). Обробка пагорбів є інтенсивної за своєю природою; земельні володіння невеликі, а знання і досвід необхідні для того, щоб таке господарство забезпечувало кошти для існування. Ці умови, по-видимому, пояснюють, чому нащадки Йосефа (Ефраїм і половини коліна Менаше) скаржилися Єгошуа бін Нуну, що гора Ефраїма занадто мала, щоб підтримувати їх. Йегошуа бін Нун порадив їм відправитися в ліси Гілада і Башана (землі перізітов і Рефаїм), напасти на них і оселився там; виходячи з припущення, що в забезпеченні пануючих висот їм вдасться вибити хананеїв з долин (ЙбН 17: 14-18). Розчищення лісів було нелегкою справою і ще не була завершена за царювання Давида, оскільки цей регіон включав «Ліс Ефраїма», де армії Давида і Авшаломасра
билися один з одним (II Шм. 18:6-8).
Ізраїльтяни поступово добивалися успіху не тільки в оволодінні навичками ведення сільського господарства, а й в організації постійних поселень в містах та селищах. Кочівники, вороги ізраїльтян з пустельної зони, тепер заздрили успішної колонізації ізраїльтян. Разом зі своїми стадами вони нападали на ізраїльську територію і грабували поля. Між хвилями нападів ізраїльтяни прибирали свої поля в поспіху і зберігали продукти в прихованих місцях (Суд. 6: 2). Замість того, щоб використовувати відкрите тік, Гедеон був змушений розкласти зібрану пшеницю в сараї, де сушилися овчини (там же, 6: 37-40). Він був заможним фермером, що володіє великою рогатою худобою і вівцями, виноградними лозами і пшеничними полями. Однак звичайний ізраїльтянин-фермер виявився бідним. Його основна дієта складалася з ячменю, і тому люди Ізраїлю були презирливо представлені уві сні солдата-мадіаніта як «коровай ячмінного хліба», спечений на вугіллі (там же, 7:13). Стан сільського господарства у цей час може бути виведено із законів земельного спадкування в П'ятикнижжі і опису розселення племен, розділів земельних ділянок між різними сім'ями і процедури передачі земельної власності, даного в Книзі Рут. Ці джерела показують єврейське землеробство, засноване на невеликому одиночному сімейному господарстві. У ньому зображене ідилічне процвітаюче сільське життя, хоча працівники були найняті тільки під час збору врожаю, і навіть багатий Боаз особисто контролював складування зерна. Однак з часом з'явився бідний, безземельний клас — як показує Писання: «бідні ніколи не перестануть жити на землі» (Повторення Закону 25:11). Невдахи були одержувачами дарів бідним: що залишилися колосся, забуті снопи, куточки полів, десятина на користь бідних. Для священників і Левитів були встановлені приношення і десятини. Книга Рут відображає це, а також викуп полів для забезпечення безперервності сімейних зв'язків із землею. Ця майже священна зв'язок, що зв'язує єврейського фермера з його успадкованою землею, була характерна для сільського господарства Ізраїлю в кожен період. Тут також присутня причина якнайшвидшого відновлення місцевого сільського господарства після кожного періоду спустошення. Слід також зазначити, що ізраїльський фермер завжди підтримував чітко високий культурний рівень. Про це свідчить «Календар зборів врожаю», в якому дається короткий, але всеосяжний звіт про щорічні циклі сезонних сільськогосподарських занять. Якщо правильна гіпотеза, що цей календар був вправою, написаним хлопчиком, це свідчить про те, що систематичне навчання в сільському господарстві було організовано протягом періоду Суддів. Євреї також перейняли сільськогосподарську техніку у своїх сусідів, що може бути виведено з розповіді про Шамгара, сина анафему, що вражає філістимлян волячою радою для випасання (Суд. 3:31) — не примітивне знаряддя, зроблене повністю з дерева, палиця з металевим цвяхом, забитим в один кінець і металевою лопатою, прикріпленою до іншого. У більш пізніх джерелах цей предмет згадується як одне з небагатьох металевих знарядь, з яким євреям дозволялося користуватися до філістимлянам, щоб вони ремонтували і точили; мати металеві предмети ізраїльтянам заборонялося, щоб вони не виготовили зброю для війни з їх Филистимського, володарями (1 Цар. 13: 19-22). Схоже, що народ Ізраїлю прийняв сільськогосподарські навички і використовував нові види інвентарю, привезені филистимлянами, які вторглися в країну в XIII столітті до н. е. з островів Егейського моря і оселилися в південному прибережному регіоні і низинах Юдеї. Їх основним заняттям було сільське господарство. Хоча вони були ворогами євреїв, вони тим не менш утримувалися від нападу на ферми на пагорбах і в долинах. Настав період сільськогосподарської стабільності. Цей період є фоном для Книги Рут.

### Епоха Першого Храму
Хоча на територіях  після виходу і загарбання все ж таки лишились, так як Хізкіягу спілкувався з ними (II Хрон. 30), а Йошаяшу розширив свою владу над ними. Декілька біблейських уривків вказують на харчування яке продовжувалося, і пророцтво передбачало повстання нового і кращого сільського господарства в Самарії (Іер. 31: 5).
В Ізраїльському і Юдейському царствах існувало не менше 400 міст, їх населення, як правило, не перевищувало тисячі чоловік і складалося в основному з селян, що зібралися разом, щоб жити під захистом міської влади і ховатися від грабежів та насильства. Кошти для існування вони добували, обробляючи поля, виноградники і сади, розташовані здебільшого за міськими стінами; туди вони прямували вранці, а вечорами поверталися (Втор. 28: 3-6). Крім полів і виноградників були пасовища, де селяни могли пасти овець і кіз, яких в основному розводили для виробництва молока.
Раціон населення Ерец-Ісраель в давнину складався із зернових виробів і фруктів. Ячмінь був однією з основних злакових культур; його ціна (якщо ґрунтуватися на паралельних джерелах, що відносяться до Вавилонії) часом перевищувала ціну фініків. У раціоні важливу роль грав виноград, а також фініки, маслини і інжир. Розведення садів і виноградників нерідко вимагало інтенсивної іригації, яка практикувалася ще в доізраїльську епоху, і було пов'язане з довгими роками очікування отримання врожаю.
Ізраїльське сільське господарство було засновано на виробництво в сімейних фермах, що вели натуральне господарство. З виникненням монархії з цим порядком погрожував крах. Шмуель попередив присутніх людей: «Він (цар) візьме ваші поля і ваші виноградники і ваші оливкові гаї, навіть кращі з них, і віддасть їх своїм слугам» (1 Самуїла 8-14), але сумнівно, що пророцтво збулося.
Хоча Давид володів царськими маєтками, керувати якими він призначав посадових осіб (I Хрон. 27: 26-29), вони були, мабуть, захопленими у інших народів територіями, або раніше і не виконує жодних районами, які були окультурені з ініціативи царя. За днів Шломо масштаби таких господарств були розширені, і чиновники, «забезпечили продовольство для царя і його сім'ї» (I Царств 4: 7), управляли царськими володіннями.
Сільське господарство процвітало, і пам'ятки про цей стан згадується в Писанні: «Єгуда і Ізраїль жили щасливо, кожна людина під виноградною лозою і фіговим деревом від Дану й аж до Беер-Шеви …» (там же, 5: 5). Озія, цар юдейський, називається «любителем землеробства» і був відзначений за володіння полями і виноградниками, а також за будівництво «веж в пустелі і використання багатьох цистерн» (II Ц. 26:10).
Докази, що підтверджують це твердження, були виявлені останнім часом в результаті розкопок в горбистому районі Негева сільськогосподарського поселення, зрошуваного накопиченої дощовою водою, що стікає з гір. Селища цього типу були, мабуть, сторожовими і станціями постачання уздовж маршрутів караванів в Негеві.
У ті дні землеробство і агрономія досягли свого піку і були описані Ісайєю як мудрість, що виходить від Бога, який навчив людей чудовим методам оранки та жнив (Іс. 28: 23-29). Примітно, що в цих віршах згадуються прийоми молотьби, які з'явилися тільки через багато поколінь в Єгипті і Римі. Після смерті Озии погіршився стан безпеки і скоротилося населення єврейських поселень в долинах. На цьому тлі Ісайя пророкував про майбутні днях, коли поселення поширилися по долинах, коли фермер засіє свої зрошувані поля поруч з джерелами, і пастух без всяких перешкод ставить свої стада (там же, 32: 19-20).
Історія виноградника Навот, який був захоплений царем Ахавом, відображає сільськогосподарські умови в Північному царстві. У той час як єврейський цар поважав святість батьківської спадщини ізраїльському фермеру, цариця Єзавель, Сидонська принцеса, не могла цього оцінити (I Царств 21). З плином часу, мабуть, бідняки і їх вдови та сироти все більше і більше виселялися зі своїх володінь, а пророк засуджував тих, «які приєднуються до будинку, щоб відкласти поле від поля» (Іс. 5:68).
Проте, в основному, було закріплено патріархальне право успадкування. Коли Єрусалим фактично знаходився в облозі, Єремія, здійснюючи своє право на викуп, купив ділянку землі (32: 7-12). Чудове сільськогосподарське процвітання землі Ізраїлю в період Першого Храму зазначено у Єхезкеля (27:17), там перераховані експорт Юдеї і Ізраїлю на ринок Тіра пшениці Мініт (ймовірно, місце в Зайордання), «Панагія» (це не може бути чітко ідентифікована), меду, олії і бальзаму.
З руйнуванням Ізраїльського царства наприкінці 8 століття до н. е. Самарія була позбавлена свого ізраїльського населення і заселена народами, які цар Ассирії перевіз з інших районів своєї імперії. Нові мешканці, пізніше названі самаритянами, а в Талмуді — «кутім», не зуміли правильно розпорядитися землю. Можливо, леви, які напали на них (II Цар. 17: 25-27), знайшли лігво в лісах, якими заросли занедбані ферми. У Галілеї немає додаткової інформації про умови.

### Епоха другого Храму
Після повернення з вавилонського полону сільське господарство як і раніше залишалося основою всієї соціальної структури суспільства. Завдяки досвіду багатьох поколінь в орошувані землі селяни освоювали нові землі, що сприяло зростанню врожаїв. Мабуть тому раббі Іосе (2 ст.) Говорить про насіння, що дає п'ятикратний врожай (Кт. 112а), протиставляючи цей результат значно більшої роботі на землі в минулі часи. Але і в його час деякі території як і раніше давали 10-15-кратний урожай (що цілком порівняно з давньої Італією).
Основу хлібного раціону як і раніше становив ячмінь. Фініки,виноград, маслини та інжир продовжували залишатися головною складовою як місцевого споживання, так і експорту. Незважаючи на зростання населення, Ерец-Ісраель і раніше могла вивозити фрукти і овочі. Деякі добірні фрукти поставляли до столу римських імператорів, незважаючи на те, що конкуренти в Італії, Іспанії та Греції вирощували ті ж культури. Ерец-Ісраель володіла своєрідною монополією на бальзамічну ялицю, вирощування якої здійснювалося на «ситих землях Єрихону». Одержуваний з неї бальзам нерідко продавався на вагу золота. За повідомленням Плінія Старшого, під час Першої Юдейської війни євреї вирубували ялиці, щоб вони не дісталися ворогові.
Рослини вважалися національним багатством, а рубка дерев без особливої потреби — серйозним злочином. Вираз «дроворуб і син дроворуба» вважалося вкрай образливим. Виноградне гроно, пальма і оливкове дерево часто використовувалися як символи єврейського народу, їх зображеннями прикрашали багаті єврейські могили на стародавніх цвинтарях і в римських катакомбах. У порівнянні з землеробством тваринництво відігравало меншу роль. Значним споживачем продукції тваринництва був Храм з його жертвопринесеннями, особливо в свято Песах, коли тисячі родин чекали черги, щоб принести в жертву ягня.
Продукція тваринництва надходила в основному з Зайордання або з півдня країни, де нестача води ускладнювала інтенсивне землеробство. Тваринницькі райони були біднішими, вони були віддалені від центрів вченості. В епоху Другого храму пастух користувався меншою повагою, ніж в епоху Першого храму. Книжники цього періоду зневажливо відгукуються про пастухів як про неуків, свідоцтво якого в суді негідно довіри. Те ж відноситься до голуб'ятників, оскільки вони нерідко брали участь в азартних іграх, вельми популярних в греко-римському світі.
Йосип Флавій описує різноманітність і родючість землі в кінці періоду Другого Храму. Він вихваляє Галілею, де «земля настільки багата ґрунтом і пасовищами і виробляє таке розмаїття дерев, що навіть самі ледачі спокушаються цим присвятити себе сільському господарству. Фактично кожен дюйм ґрунту культивується жителями, немає пустелі, і міста теж густо розподілені, і навіть села, завдяки родючості ґрунту, настільки густо заселені, що найменші з них містять більше п'ятнадцяти тисяч жителів»(юдейські Війни, 3: 42-43).
Останнє число є очевидним перебільшенням, особливо з урахуванням числа сіл в Галілеї, які він в іншому місці ставить в 204 (Біографія, 235). Він також описує Самарію та Юдею: "Обидва регіони складаються з пагорбів і рівнин, дають легку і родючий ґрунт для сільського господарства, сильно лісисті і рясніють плодами, як дикими, так і культивованими … Але найправильніше свідоцтво про милість і добрих умов обох країн — це те, що у обох щільне населення «.
Він з меншим ентузіазмом ставиться до Зайордання, яке „здебільшого є пустельним, суворим і занадто диким, щоб приносити делікатні плоди в зрілості“. Проте, він продовжує, навіть там, були „ділянки тоншою ґрунту, які виробляють кожен вид врожаю, країна, полита струмками, що спускаються з гір і джерел“ (Юдейська війна 3: 44-50). Він вихваляє долину Кінерета, де „немає рослини, яке його родючий ґрунт відмовляється проводити“ — і ті, „які насолоджуються самим зимовим кліматом“, і ті, які „процвітають на спеці“ (там же, 3: 517-18).
З рівним ентузіазмом Йосип Флавій розглядав долину Єрихону і рясний джерело Еліші, який її наповнює. Там ростуть „найчарівніші та пишні парки“. Фінікові пальми, политих їм, є численних різновидів, що розрізняються смаком … тут також зростають соковиті бальзамічні рослини, найдорогоцінніші з усіх місцевих продуктів, кущі хни і мірри, так що не помилитеся, описуючи це місце як божественне»(там же, 4 : 468).
Подібна похвала фінікових пальм Єрихону зустрічається в дослідженнях природи Плінія, який дає імена і характеристики різновидів фініків, які експортувалися (Historia Naturalis, 13: 9). Він також згадує бальзамові гаї Єрихону і Ейн-Геді і пише в дужках:

"Але серед всіх інших ароматичних рослин бальзамічні вважаються кращим рослиною, яке було даровано природою тільки на землі Юдеї, було культивувати тільки в двох садах, обидва яких належали царям цієї країни. .. Євреї кинули свою лють на цей чагарник, як вони звикли робити проти свого власного життя, в той час як, з іншого боку, римляни захищали його в справжніх битвах, які відбулися до сих пір на захист чагарнику … на п'ятий рік після завоювання Юдеї, ці черешки з щепленими гілками були продані за ціною 800,000 сестерціїв "

В епоху римського панування в цілому економічне становище країни було б сприятливим, якби не надмірні побори, що стягувалися як адміністрацією Ірода Першого, так і римської бюрократії. Основний податковий тягар падав на селян.
У вигляді великого полегшення римська влада знизила побори держави з селян з третини до чверті врожаю. Однак в реальній практиці митарі, що брали за величезні гроші відкуп на збір податків, вимагали більше, ніж вимагав закон. Крім того, в частинах Ерец-Ісраель, населених євреями, треба було, згідно з біблійними законами, відраховувати першу десятину Левитам, дари священнослужителям приблизно в розмірі 2 % врожаю, а також кожні два роки з трьох років — ще одну десятину на бідняків Єрусалиму.
Дотримання законів суботнього року не тільки вело до втрати врожаю сьомого року, але і не стимулювало культивацію землі за рік до того. При зборі десятини пророблялися шахрайські операції. Загальна кількість священників і левитів, мабуть, не перевищувало 3 % населення Ерец-Ісраель і 1 % всього єврейського населення світу, і їм належало 12 % всього врожаю.
Труднощі ведення малого селянського господарства викликали міграції сільського населення в міста і зростання прошарку міської бідноти. Хоча в економіці багатьох невеликих міст сільське господарство відігравало провідну роль, більші міста, особливо Єрусалим, перетворилися на центри торгівлі та ремесла. Пізніше під тягарем римських податків і особливо після реформ Діоклетіана, який ввів рід поземельного податку з територіальних груп населення (так званих югерів) незалежно від етнічних і релігійних відмінностей між власниками землі, амораїз Ерец-Ісраель Янна дозволив селянам Ерец-Ісраель "через податків виходити на поля і сіяти навіть в суботній рік "(Санха. 26а)

### Епоха Мішни та Талмуду
Епоха Мішни та Талмуду почалось за покоління до знищення Храму і закінчилась під час розділі  Римської Імперії.
Через щільність населення ресурси були доволі невеликі. Типовий розмір господарства може бути оцінений по розрахунках Євсевія (Historiae Eccleseastiea, 3:20, 1ff.) Два внука Йегули, брата Ісуса заявили римській владі, що вони добували собі на прохарчування із в 34,000 м², які обробляли своїми руками, із чого витікає, що середня сім'я заробляла засоби для існування з 1,7 га.
Декілька пасажів в талмудичній літературі відносяться до блоку «бейт кор» чи 30 сеа (близько 23,000 м² площі) як великому полю та великому спадку (наприклад, Мех, Бе-Шалла, 87-88). З іншої сторони, деякі люди в кінці періоду Другого Храму мали у володінні великі статки. Серед них був і легендарний раббі Елеазар бен Ѓарсум (Kid 49b), першосвященник, «про якого говорилось, що його батько залишив йому 1000 міси, але він подорожував з місця на місце, щоб вивчати Тору» (Йома 35b). Ці міста були зруйновані під час повстання Бар-Коли (TJ, Ta'an., 4: 8, 69a).
У ті часи стан сільського господарства постійно змінювався в залежності від політики римських завойовників. Йосиф Флавій розповідає, що після руйнування Храму Тит видав указ про експропріацію єврейських земель, які він наказав продати чи здавати в оренду (Юдейські Війни, 5:421). Спочатку ці землі були куплені в основному язичниками; їх орендували колишні єврейські власники, які потім намагалися викупити свою землю. щоб гарантувати повернення земель її колишнім єврейським власникам, талмудичні мудреці прийняли постанову, яка забороняло конкуренцію або спекуляцію на земельних ділянках (BB 9: 4, TJ, Ket.2: 1, 26b, Git. 52a и др.).
В той час з'явився клас надзвичайно багатих землевласників як династія насі, раббі Елієзера бен Азарія й інші, які придбали спадкові маєтки від римського уряду. На питання, що являє собою заможна людина, їх сучасник раббі Тарфон відповів: «Хто має 100 виноградників, 100 полів і 100 рабів для їх роботи» (Шаб 25, б). Слід зазначити, що відповідь є одним з використаних прикладів в рабинської літературі, який згадує користування рабською працею в сільському господарстві (див. Також TJ, Євр.8: 1, 8d). Раби-неєвреї (не було рабів-євреїв) були головним чином зайняті в домашньому господарстві і міських службах, тоді як сільське господарство було сферою діяльності фермерів, орендарів, орендодавців і найманих працівників. У перші роки після руйнування Храму язичники все ще володіли і також працювали в багатьох колишніх єврейських фермах. Рабинська література посилається на цю ситуацію в похмурої бару: «Протягом семи років язичники тримали урожай в виноградниках, просочених кров'ю Ізраїлю без добрива» (Git. 57a). Однак з плином часу єврейське населення переселилося на ферми і відновило власність. Природний приріст змушував розмір наділу кожної сім'ї зменшуватися, в середньому в цей час він становив чотири-п'ять «бейт-Сеа», тобто 3000-3500 м², засіяних польовими культурами, ділянку, відомий як «бейт га-Пераса» (Oho. 17: 2 — на латині: forus). Володіння такого розміру згадуються в документах про продаж, що датуються часом Бар-Кохби, знайдені в Ваді Мурабаат в пустелі Юдеї (Benoit, Milik, de Vaux, Les grottes de Murabaat, pp. 155ff.). У цих документах йдеться про продаж «ділянки, де можна посіяти п'ять насінин пшениці». Імовірно, площа в 3500 м² була достатньою для задоволення потреб сім'ї в зернових. Крім того, фермер володів виноградниками і садами. Ці угоди, скоєні під час повстання Бар-Кохби, доводять, що навіть в гущі війни євреї продовжували купувати і продавати землю. Повстання і його наслідки серйозно позначилися на єврейському сільському господарстві. Деякі населені пункти були абсолютно спустошені, «так як Адріан прийшов і знищив країну» (TJ, Pe'ah 7: 1, 20a). Особливо в Юдеї, де римське уряд опанувало землями тисяч загиблих у війні, спустошення було велике. За словами Аггада: «Адріану належав великий виноградник площею 18 мил, і він оточив його парканом з убитих в Бейтарі» (Лк. 2: 2, № 4). Галілея теж зазнала сильної шкоди. Перш ніж «часи стали тривожними», район був настільки густо заселений, що раббі Шім'он бен Йогай знайшов спосіб визначення відстаней між селами, щоб жодна з них не була далі радіуса суботнього кола (2000 ліктів) від свого найближчого сусіда (TJ, Er. 5: 1, 22b-c). Її оливкові гаї раніше були настільки численні, що там «занурювалися ногами в олію», але пізніше «маслин» зазвичай не були вже там "(TJ, Pe'ah, 7: 1, 20a). Репресивні декрети і важкі податки ставили під загрозу існування фермера, як фізичне, так і духовне. Перед повстанням Шім'он бен Йогаї, учень Аківи, особливо цікавився релігійними приписами, що застосовувалися до землі; після цього він поскаржився: "Чи можливо це? Якщо людина оре в сезон оранки і пожинає в сезон жнив … що повинно статися з Торою? "(Ber. 35a). Запропонованим рішенням було заняття торгівлею і ремеслами в місті. І в цей раз сільське господарство відновилося. Єврейське поселення розширилося і навіть проникло в північні прибережні райони (Тосеф, Кіл 2:16). Подальше збільшення чисельності населення призвело до подальшого зменшення розмірів сімейних господарств. У наступному поколінні існував конфлікт думок щодо того, який є мінімальний розмір землі, ділиться серед спадкоємців. Більшість мудреців вважали цей розмір достатнім, якщо можна було забезпечити кожному спадкоємцеві півтора наділу (1,176 м²), у той час як Йеhуда розглядав поле, навіть наполовину таке, що ділене серед спадкоємців (BB 7: 6; Tosef, BM 11: 9).
Зазвичай у одного власника було кілька полів такого розміру, але бували випадки, коли окремий фермер повинен був існувати на ще меншому ділянці землі. За деякими відомостями, один самаритянин отримав частину поля розміром з «бейт-Сеа» (784 м², Ket. 112a). Період від учнів Аківи до третього покоління амораев (від середини 2 століття до кінця 3 століття н. е.) був духовно і фізично одним з найпродуктивніших періодів всіх часів. Він бачив безпрецедентний прогрес в сільському господарстві. Висококультурні єврейські ферми не дозволяють собі застоюватися, і він завжди був готовий прийняти нові методи і поекспериментувати з новими сортами. Багато аггадот відзначають достаток і родючість землі Ізраїлю в той час, і згадують грона винограду розміром з волів; гірчиця висотою, як смоковниці; дві редиски — повне навантаження для верблюда; ріпи, досить великі, щоб утворити лігво лисиці; персик, досить великий, щоб нагодувати людину і його тварину до ситості і т. д. Деякі населені пункти були позначені як особливі в «землі молока і меду», наприклад, шістнадцять миль навколо Сепфорісу в Галілеї і околиці Лода і Воно (див. Мег. 6а, Ket. 111b; TJ, Pe'ah 7: 4, 20a-b). Депресія почалася в кінці життя раббі Йоханана. «У його дні світ змінився» (TJ, Pe'ah 7: 4, 20a), або з природних причин (BM 105h), або через римського оподаткування. У будь-якому випадку, фермерство ставало все гірше. Фермери в колишні часи найбільш строго дотримувалися приписів суботніх років; тепер вони стали слабшими (Санха 26а). Раніше «ніхто не повинен був вирощувати овець і козлів на землі Ізраїлю; тепер Йоханан виступав за розведення овець» (Ḥу. 84а).
Єврейському фермеру ставало все важче бути самодостатнім. В принципі, раббі Еліезер, який раніше стверджував, що той, хто не володів землею, не був людиною, тепер прийшов до жорстокого усвідомлення того, що не було ніякої професії, менш невигідної, ніж сільське господарство. Тільки ті фермери, які були близькі до правителів, могли підтримувати себе, і тому він прийшов до висновку: «Земля була дана тільки могутнім» (Євреїв 63а, Санха 58б). Не забарився результат переселення з села в місто, в якому процес переміщення почав єврейський фермер. Язичники замінили їх до такої міри, що постало питання про те, чи була велика частина землі Ерец-Ісраель в язичницьких або єврейських руках. Нові власники не відчували прихильності до землі і не заволоділи навичками своїх попередників. Особливо в гірських районах землі тепер були занедбані або перетворені в пасовища, і знову ліси почали вторгатися в пустельні ферми. У Середньовіччі при візантійському правлінні ситуація майже не покращилася. Але є свідчення існування навіть в цей час єврейських поселень в Ізраїльській долині і в Негеві, де знайдені залишки витончених древніх синагог (Бейт-Альфа, Нірім і т. Д.). Примітно Набатейського землеробство, процвітаюче в гірській місцевості Негева. Ці люди розробили дуже досконалу систему збору зимової стічної води і так зрошували посушливі, пустельні райони. З завоюванням мусульманами, багато візантійські землі були спустошені, власники бігли або загинули. Ці землі стали державною власністю і були здані в оренду фермерам-орендарям. Після арабського завоювання за євреями закріпився статус зіммі; цей статус, який передбачав терпимість по відношенню до них, в той же час зобов'язував їх платити всякого роду податки. Сам Мухаммад не залишив точних вказівок з цього питання, однак деякі релігійні авторитети, такі як Аш-Шааф, засновник однієї з шкіл мусульманського права, вважали, що ісламська держава має обкладати своїх єврейських і християнських підданих податками в розмірі 2/3 їх майна.
Переважною практикою був збір поземельного податку (харадж) з цих релігійних меншин в розмірі 25 % врожаю і певного подушного податку (джизья) з кожного дорослого працездатного чоловіка. За свідченням Абу Юсуфа, скарбника халіфа Харуна ар-Рашида (786—809 рр.), Християни і євреї були розділені на три податкових групи, представники кожної з яких платили по 1, 2 або 4 динара податку відповідно. Незважаючи на істотні інфляційні зміни в наступні три сторіччя, Овадія Га-Гер відзначав збільшення податку лише на полдінара. До цих основних податках додавалися місцеві та індивідуальні виплати, а також примусові «дари», позики та інші побори, які вкрай утрудняли життя єврейських мас. Багато селян несли також додатковий тягар натурального подушного податку, причому збирачі податку встановлювали ціни на продукцію на свій розсуд. Одним з наслідків такого податкового гніту було постійне скорочення єврейського сільського господарства. У роки правління Харуна ар-Рашида втеча селян Ерец-Ісраель від землі було настільки масовим, що правителі були змушені закликати їх повернутися, обіцяючи податкові пільги. Але багато євреїв знайшли тим часом притулок в міських громадах і не хотіли повертатися. Загострення політичної обстановки в халіфаті (починаючи з 10 ст.) Також вплинуло на єврейське селянство: беззахисність перед грабіжниками змушувала залишити землю (незважаючи на те, що джерела періоду гаонів свідчать про великий прихильності до землі предків) і шукати притулку в містах, в більш безпечних єврейських кварталах. Починаючи з 12 ст. тенденція до зміцнення феодальних відносин на Близькому Сході також діяла проти єврейського селянства. Тут і там, особливо в Галілеї, деякі єврейські поселення бунтували. Пізніше відбулося поліпшення. До 11-го сторіччя інжир з Рамле став важливим елементом експорту, культивувалися бавовник, цукрова тростина і рослини індиго. Хрестоносці завдали додаткової шкоди місцевому сільському господарству. Європейські феодали володіли використовували великі масиви земель, використовуючи поєднання європейських і місцевих методів. Сільське населення перетворилося на кріпаків. Про Юдеї в той час майже немає інформації. Відомо, однак, що євреї в сільській місцевості постраждали менше, ніж мусульманське населення від рук хрестоносців. У Галілеї згадуються єврейські поселення (Гіша (Гуш-Хала), Алма, Кфар Барам і т. Д.), Де населення займається головним чином ремеслами і торгівлею. Мало що відомо про євреїв в Ерец-Ісраель за часів мамлюків. Наприкінці 14-го століття євреї, вигнані з Франції, оселилися в Ерец-Ісраель. Серед них був Естор Паргі, чия робота «Кафтору ва-фера» описує країну та її сільське господарство. Автор оселився в Бейт-Шеан. Євреї жили також в Цфаті, Гішалі, Лод і Рамле і Газі. В часи турецької влади Ерец-Ісраель входила до складу Дамаської провінції, порядок управління якої було встановлено в 1548 р Поліпшення політичних умов сприятливо позначилося на стані сільського господарства. Переписи перших 50 років після завоювання свідчать про збільшення вдвічі населення Ерец-Ісраелю, чисельність якого досягла приблизно 30 тис. чоловік. Лише 20-25 % цього населення становили жителі шести міст: Єрусалиму, Хеврону, Гази, Рамле, Шхеми і Цфату. Решта населення жило в селах; деяку його частину становили напівкочівники-бедуїни, які займалися сільським господарством лише тимчасово, в певні сезони. Євреї займалися виробництвом готової продукції із сільськогосподарської сировини: вина, текстилю та фарбування. Вони жили в Ейн-Зейті, Бірії, Пкііні, Кфар-Канні та інших місцях. У 17 столітті євреї в селах піддавалися переслідуванням бедуїнських племен і урядових солдатів; населення там, отже, скоротилося. Дахир аль-Амр, який правив Галілеєю в 1740-х роках, заохочував поселення «фелахів», а євреї також жили в регіоні, в таких селах, як Кфар-Ясіф і Шфарам. Після його смерті пішов ще один період занепаду.

### Сільське господарство в 19-20 століттях
Зростання населення, розширення площі оброблюваної землі в селах і на околицях міст, поширення плодового садівництва і вирощування олійних дерев призвели до підйому сільського господарства і розквіту промислової, пов'язаних з переробкою його продуктів. Монтефіоре, двічі відвідав країну до початку реформ в Османській імперії (1827 р і 1839 г.), підтримував плани поселення євреїв на землі і навчання їх сільському господарству і різним ремеслам. У 1870 р Альянс заснував першу сільськогосподарську школу Мікве Ісраель. Перші сільськогосподарські поселення були засновані в Моце (1873), Гей-Вони (1878) і Петах-Тіква (1878). Хоча внаслідок різних труднощів перші поселенці були змушені їх покинути, процес переходу євреїв Ерец-Ісраель до продуктивної, в тому числі сільськогосподарської праці, виявився незворотнім.
Сільське господарство часів виникнення нового Ішува Перша алія почалася в 1882 році у зв'язку з погромами в Росії, переслідуваннями євреїв в Румунії і виникненням руху Ховевей Ціон. Серед новоприбулих виділялися групи людей, які володіли невеликими коштами, які ставили перед собою завдання створення сільськогосподарських поселень. За один-два роки виникли сільськогосподарські поселення в Юдеї (Рішон ле-Ціон, Екрон, Гедера і Петах-Тіква, відроджена новими поселенцями), в Самарії (Зіхрон-Яаков) і у Верхній Галілеї (Рош-Піна та Єсод Га-Маала). Прибувши до Палестини, перші поселенці почали освоєння неживих земель. Це були інтуїтивні спроби, копіюють невеликий сільськогосподарський досвід, набутий ними в країнах результату. Цей досвід не міг бути досить корисний на засолених піщаних ґрунтах Ерец-Ісраель. Усвідомлюючи безплідність індивідуальних зусиль, перші поселенці пішли по шляху об'єднання громадських сил і утворили принципово новий вид поселення: сільськогосподарський кооператив — мошав. Кожна сім'я — член мошаву виробляла на своєму наділі певний вид сільгосппродукції, і вже від імені цієї спільноти спільно з іншими членами кооперативу продавала свою продукцію на ринках сусідніх містечок. У той час ще не існувало системи оптових закупівель сільгосппродукції. Цей вид виробничого об'єднання існує в Ізраїлі досі, але зараз його відрізняють два фактори: У структурі сучасного мошаву працюють великі виробничі фермерські потужності і Продукція централізовано реалізується середнім і дрібним оптом компаніям-посередникам між мошавом і ринками міст, а також експортним компаніям. У 1900 р Барон Ротшильд перевів кошти Єврейському колонізаційному товариству (ЕКТ) і продовжував підтримувати його. Заслугою ЕКТ є введення нових методів поселенської діяльності, розрахованої на максимально швидке досягнення поселеннями самостійного статусу. ЕКОТ заснувало в Нижній Галілеї ряд нових сільськогосподарських поселень, в яких поселенці обробляли землю власною працею.
Нова хвиля алії була пов'язана з посиленням переслідувань євреїв в Росії в 1890-91 рр. Саме в цей період були засновані поселення Реховот і Хадера. Значне збільшення попиту на земельні ділянки призвело до спекуляції та різкого зростання цін на них. Новий ішув налічував близько 10,000 чоловік, тобто близько 20 % всього єврейського населення Ерец-Ісраель. З цього населення 6000 чоловік займалися сільським господарством в 20 поселеннях. Розпочата в 1904 р друга алія захоплюватися одночасно ідеями національного відродження і соціальної справедливості. Ця халуціанска молодь розглядала працю як головний засіб відродження батьківщини; вона прагнула до створення в Ерец-Ісраель вільного суспільства рівноправних трудівників. Ця хвиля породила кібуцний рух. Використання єврейськими поселенцями дешевої праці арабських робітників суперечило однією з головних цілей, проголошених сіоністським рухом, — переходу євреїв до продуктивної праці, і таїло в собі загрозу політичному становищу і безпеки єврейського населення Ерец-Ісраель. Представники другої алії бачили одну з основних завдань в «завоюванні праці» — заміні арабських робітників єврейськими у всіх галузях господарства ишува, в тому числі в сільському господарстві і будівництві. У боротьбі за єврейський працю виникли нові форми кооператівних сільськогосподарських поселень, заснованих на власній праці поселенців: кібуци, а пізніше мошави. Величезним досягненням слід вважати, що перші мошави і кібуци повністю покривали потреби своїх членів в продуктах харчування, а вироблені надлишки продавали в містах та інших поселеннях. Важливим нововведенням в практиці створення сільськогосподарських поселень з'явився перехід до багатогалузевому сільському господарству, вперше здійснений в Бен-Шемен і ліг в основу всієї подальшої діяльності Сіоністської організації зі створення нових поселень. Частковим вирішенням проблеми єврейського сільськогосподарської праці з'явилася алія йеменських євреїв, що почалася ще в 80-х рр. 19 ст.
Єменські євреї селилися великими групами поблизу єврейських сільськогосподарських поселень, поставляючи їм робочу силу. В ході третьої алії в 1920 р Єврейський національний фонд завершив придбання 50 тис. дунамів землі в Ізреєльській долині, на якій був створений ряд нових сільськогосподарських поселень. На Прибережній рівнині виникли нові сільськогосподарські цитрусоспеціалізовані поселення: Магдіель, Герцлія, Біньяміна, Пардесія-Хана, а також група поселень в районі Тель-Монд і Раанани (засновані в 1921 р). Протягом п'ятої алії (1929-39 рр.) З привезених репатріантами грошей £ 6 млн було вкладено в сільське господарство. Великих успіхів було досягнуто в вирощуванні цитрусових, експорт яких збільшився з 2.5 млн. (1931) до 15.3 млн ящиків (1939). Поселення, які постраждали в результаті заворушень 1929 р були відновлені за допомогою спеціального фонду, створеного з пожертвувань єврейських громад діаспори. У долині Хеферу, між Хадера і Нетанія, було створено близько 20 нових сільськогосподарських поселень (Кфар-Віткін, Авіхаїлів, Гиват-Хаїм, Маабарот і інші). Поблизу древніх поселень створювалися нові кібуци і мошави, які займалися вирощуванням цитрусових. Під час Другої світової війни в Ерец-Ісраель значно збільшилися виробництво та переробка продуктів сільського господарства.

### Сільське господарство та незалежність
У перші роки незалежності У зв'язку зі стрімким зростанням населення в країні виник гострий дефіцит продуктів харчування і в 1949 році були введені картки на продовольство. Заходи жорсткої економії і обмежень в споживанні продуктів харчування закінчилися в 1952 році і, завдяки інтенсифікації виробництва продовольчих культур і різкого зростання числа сільськогосподарських поселень, країна змогла до 1955 року вийти на рівень повного самозабезпечення продуктами харчування і незалежності від сільського господарства арабського сектора, який намагався блокувати поставки продовольства єврейському населенню країни. У період 1949—1955 років в країну переїхали понад 500 тисяч євреїв з країн Середземномор'я, які не мали освіти, але були вмілими торговцями і ремісниками. Вони почали селитися у тимчасових, часто наметових селищах, продовольство в які поставляли кібуци і мошави. Поступово досвідчені торговці стали переселятися в швидко зростаючі міста і містечка і заснували там оптові та роздрібні ринки. Ці підприємці стали скуповувати продукцію кибуців і мошавів і перепродувати її далі на міських базарах. Цим вони займаються і до сих пір з покоління в покоління.

### Сільське господарство Ізраїлю в 1970-ті
Сільське господарство в Ізраїлі: 70-ті роки Домінантою складовою сімдесятих в сільському господарстві Ізраїлю стала робота з водою і іригації. Так, саме в ці роки, зокрема, в Ізраїлі почали займатися промисловим розведенням різних порід риб. У ці ж роки починається промислове виробництво насіння — польових культур, овочів, баштанних рослин. Широко починає використовуватись крапельне зрошення, яке виявляється винятково ефективним в умовах Ізраїлю. Стимулом до його використання стало бажання економити поливну воду. Однак крапельне зрошення призвело не тільки до скорочення витрат води, але і до підвищення родючості ґрунтів, і виявилося застосовним в усьому світі. Сьогодні в ізраїльському сільському господарстві масово використовується крапельне зрошення, на ньому базується все озеленення країни і всі сільськогосподарські роботи на захищеному ґрунті. Крапельне зрошення стало справжньою революцією в сільському господарстві.

### Сільське господарство в Ізраїлі: 80-ті роки
У вісімдесяті роки потужний поштовх отримує вирощування саджанців, живців, розсади — посадкового матеріалу. Для їх виробництва використовується метод культивації рослин. Отримані таким чином посадочні матеріали вільні від вірусних інфекцій і відрізняються фітосанітарної чистотою, що підвищує ефективність висадок. Ізраїльські ферми масово впроваджують автоматизовані методи моніторингу і контролю основних параметрів утримання ВРХ та їх фізіологічного стану. Автоматизується машинне доїння, штучне запліднення, інші важливі процеси. Сільське господарство освоює нові території. Крім традиційно важливих центральних районів, нові господарства з'являються і на півдні країни в пустелях Негев і Арава.

### Сільське господарство в Ізраїлі: 90-і роки
Захищений ґрунт стає однією з основ вирощування квітів і овочів. Це дозволяє налагодити вирощування культур без прив'язки до сезонів. Використання захищеного ґрунту стає однією з головних тенденцій дев'яностих. Теплиці вимагають досить серйозних капіталовкладень, але вони виявляються настільки ефективними, що за 16 років (1990—2006) площа теплиць в Ізраїлі збільшується з 1 тисячі гектарів до 7,8 тисяч. Домогтися колосального приросту ефективності виходить завдяки повному контролю всіх важливих параметрів — вологості, температури, освітленості. Це не тільки допомагає максимізувати урожай і поліпшити його якість, але і задавати заздалегідь терміни дозрівання врожаю і регулювати їх, прив'язуючи збір врожаю до сезонних піків цін на ринку.
Галузь, особливо виграла від використання захищеного ґрунту в 90-ті — вирощування квітів у теплицях на експорт. Ця індустрія прижилася в Ізраїлі з п'ятдесятих, однак захищений ґрунт дав нові можливості. Для покриття квіткових теплиць створюються нові види полікарбонату. Щоб підтримувати мікроклімат, розробляються автоматизовані системи контролю. Також створюються нові типи добрив для фертигації (внесення разом з водою), біологічного захисту рослин. Багато фермерів відмовляються від традиційного вирощування на відкритому ґрунті і переходять до тепличного формату роботи. Він дозволяє використовувати ізольовані субстрати диференційовано для різних культур. Для троянд найбільш ефективним виявляється кокосове волокно, для огірків — скельне волокно, для томатів — суміші туфу і торфу. Ізольовані субстрати також вирішують проблему дефіциту сільськогосподарських земель і дозволяють використовувати території, ґрунти яких вважаються непридатними для сільськогосподарських культур в силу засоленості, зараженості або інших причин. Ще одна популярна галузь досліджень в ті роки — створення замкнутих циклів зрошення в захищеному ґрунті. Це передбачає очищення стічних вод і їх подальше використання в сільському господарстві. Води треба зібрати, знезаразити, очистити і згодом використовувати; фахівці приділяли велику увагу налагодженню цього процесу. Триває автоматизація промислового тваринництва. Повсюдно впроваджується штучне запліднення. Традиційні методи схрещування залишаються в ходу, але разом з ними в селекції тварин впроваджуються і методи молекулярної біології. Дослідні інститути під керівництвом професорів Хаїма Рабиновича і Нахума Кідера приділяють увагу виведенню нових сортів помідорів. Зокрема, з їх лабораторій вийшов всесвітньо визнаний сорт помідорів «шеррі». Професор Кідер відомий і багатьма іншими сортами помідорів, які вирощуються у багатьох країнах світу з насіння, ексклюзивно вироблених в Ізраїлі.

## Сьогодення

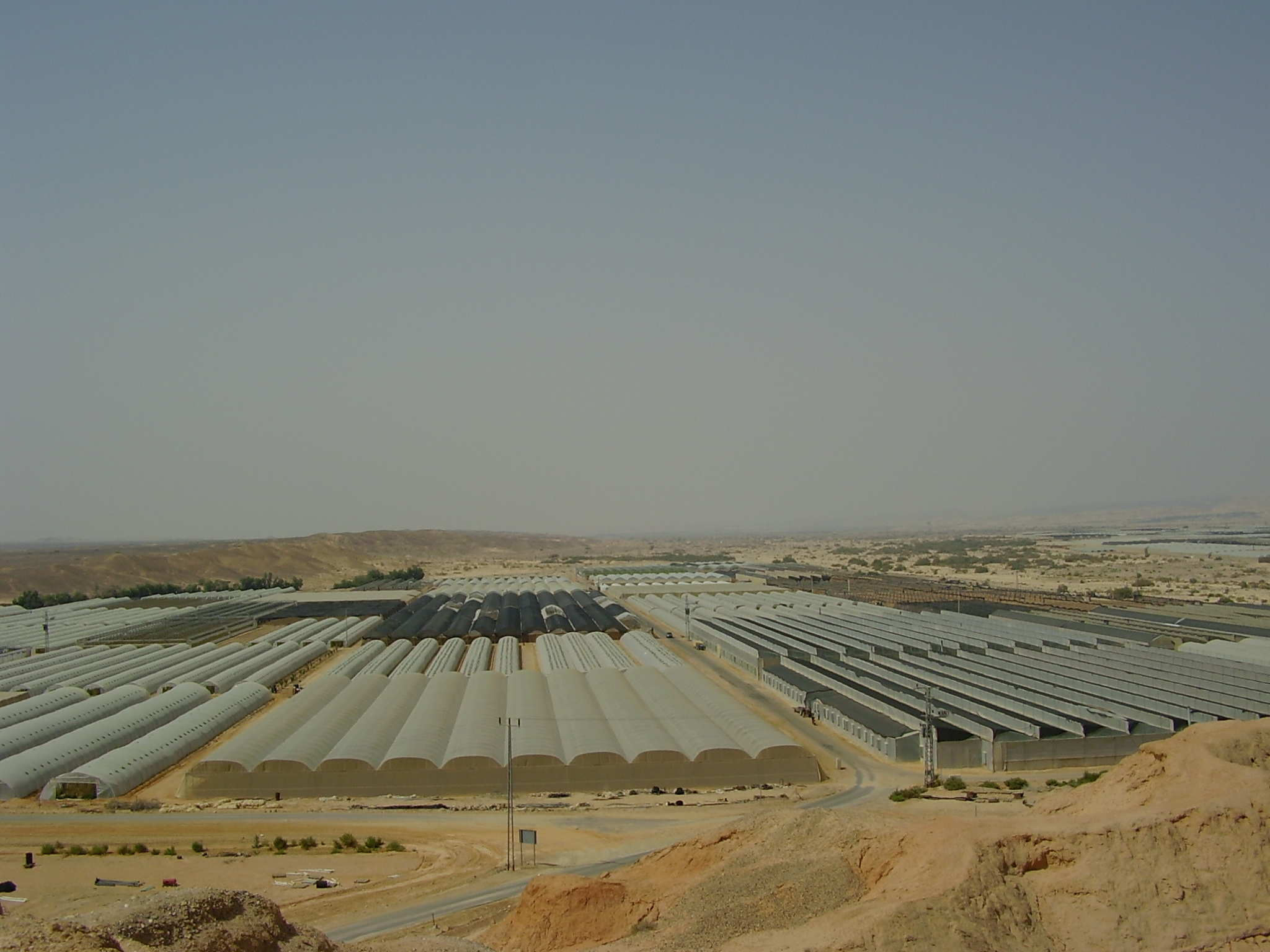
Ейн Яхав теплиці

Вирощування сільськогосподарських рослин концентрується переважно в північних прибережних рівнинах, у внутрішніх територіях Галілеї і в верхній частині долини Йордану.
Основні тенденції XXI століття в Ізраїлі — органічне землеробство і турбота про екологічну чистоту продукції. До 2008 року частка органічної продукції, гарантовано екологічно чистої, в експорті Ізраїлю піднімається до 10,6 %. У деяких галузях (польові, овочеві культури) ця частка ще вище і досягає 14,3 %. Для досягнення екологічної чистоти фахівці приділяють увагу біологічним методам захисту рослин, екологічності утримання птиці і худоби. Впроваджуються нові технології переробки посліду і гною, контролюється використання гормонів та антибіотиків у тваринництві. Потрібні кількісні показники вже досягнуті, тепер увага приділяється якості сільськогосподарської продукції, як експортної, так і призначеної для внутрішнього ринку. Вчені працюють над поліпшенням смаку, аромату, лежкоздатності плодів, підвищують стійкість культур до шкідників і хвороб. Результатом цих зусиль стають нові сорти рослин: помідори з підвищеним вмістом антиоксиданту-лікопену, жовті перці, мандарини і клементини з підвищеним відсотком вітаміну C, дині з особливим ароматом. Асортимент сільськогосподарських культур постійно розширюється, відбувається постійна ротація сортів. Досвід і успіхи ізраїльського сільського господарства все частіше привертають увагу вчених і фахівців з інших країн. Це означає, що Ізраїль експортує тепер не тільки сільськогосподарську продукцію, добрива і обладнання, а й самі передові технології.
У 2006 році обсяг сільськогосподарської продукції впав на 0,6 % слідом після того як він зріс на 3,6 % в 2005 році, в той час як витрати в 2007 рік зросли на 1,2 % без урахування заробітної плати. Між 2004 і 2006 роками овочева продукція становила близько 35 % загального обсягу сільськогосподарської продукції. На продукцію квітникарства приходилось близько 20 %, злаки — близько 18 %, фрукти (без цитрусових) — близько 15 %, цитрусові — близько 10 % у 2006, 36,7 % сільськогосподарської продукції вироблялося для внутрішнього споживання, 33,9 % для внутрішньої переробки, і 22 % йшло на експорт. У 2006 році 33 % овочів, 27 % квітів, 16 % злакових, 15,5 % фруктів, і 9 % цитрусових пішли на експорт.
Площа угідь для зрошення збільшилася з 30 000 гектарів в 1948 році до приблизно 190 000 га в наші дні.
Виробництво сільськогосподарської продукції зросло на 26 % між 1999 і 2009 роками, тоді як число зайнятих в сільському господарстві скоротилося з 23 500 до 17 000 чоловік. Споживання води для вирощування врожаю також знизилося, зараз використовується на 12 % менше води при збільшенні обсягів виробленої продукції на 26 %.

## Види сільськогосподарських підприємств

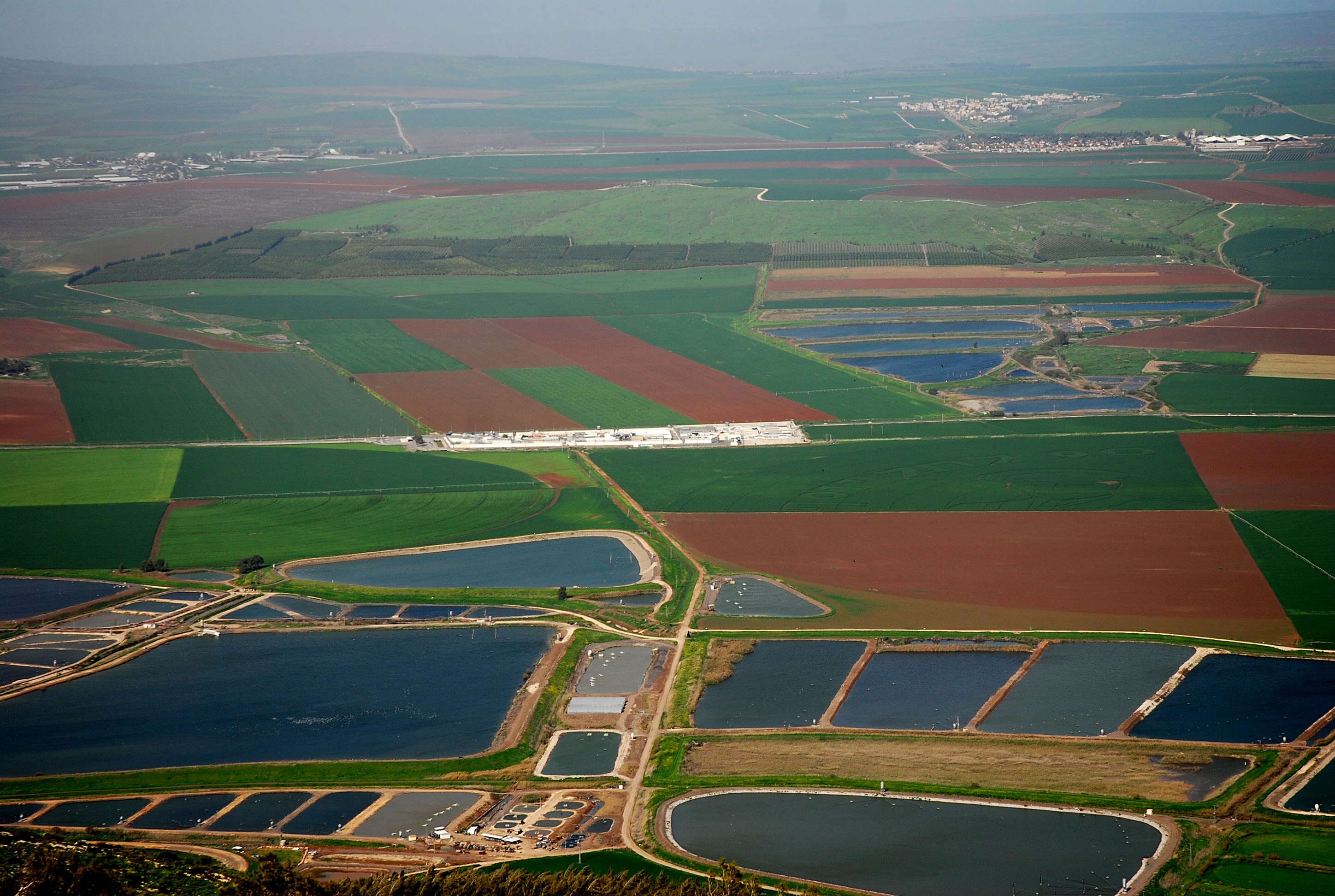
Поля Долині Єрусалиму

Велика частина сільськогосподарських підприємств Ізраїлю побудована на колективних засадах, так склалося ще з початку двадцятого століття. Існує два унікальних види сільськогосподарських поселень, кібуци-громадські господарства, в яких засоби виробництва є загальними, як і прибуток; і мошави, сільськогосподарські поселення, де кожна сім'я веде власне господарство і обробляє власну землю, тоді як закупівлі і реалізація продукції здійснюється колективно. Обидва види поселень не тільки втілюють в життя мрію перших переселенців про соціальну рівність, співробітництво і взаємодопомогу, а й дозволяють отримувати сільськогосподарську продукцію великих та достатніх кількостях. Сьогодні 76 % сільськогосподарської
продукції виробляється в кібуцах і мошавах, а також чимала частина а також вони виробляють і чималу кількість переробленої продукції.

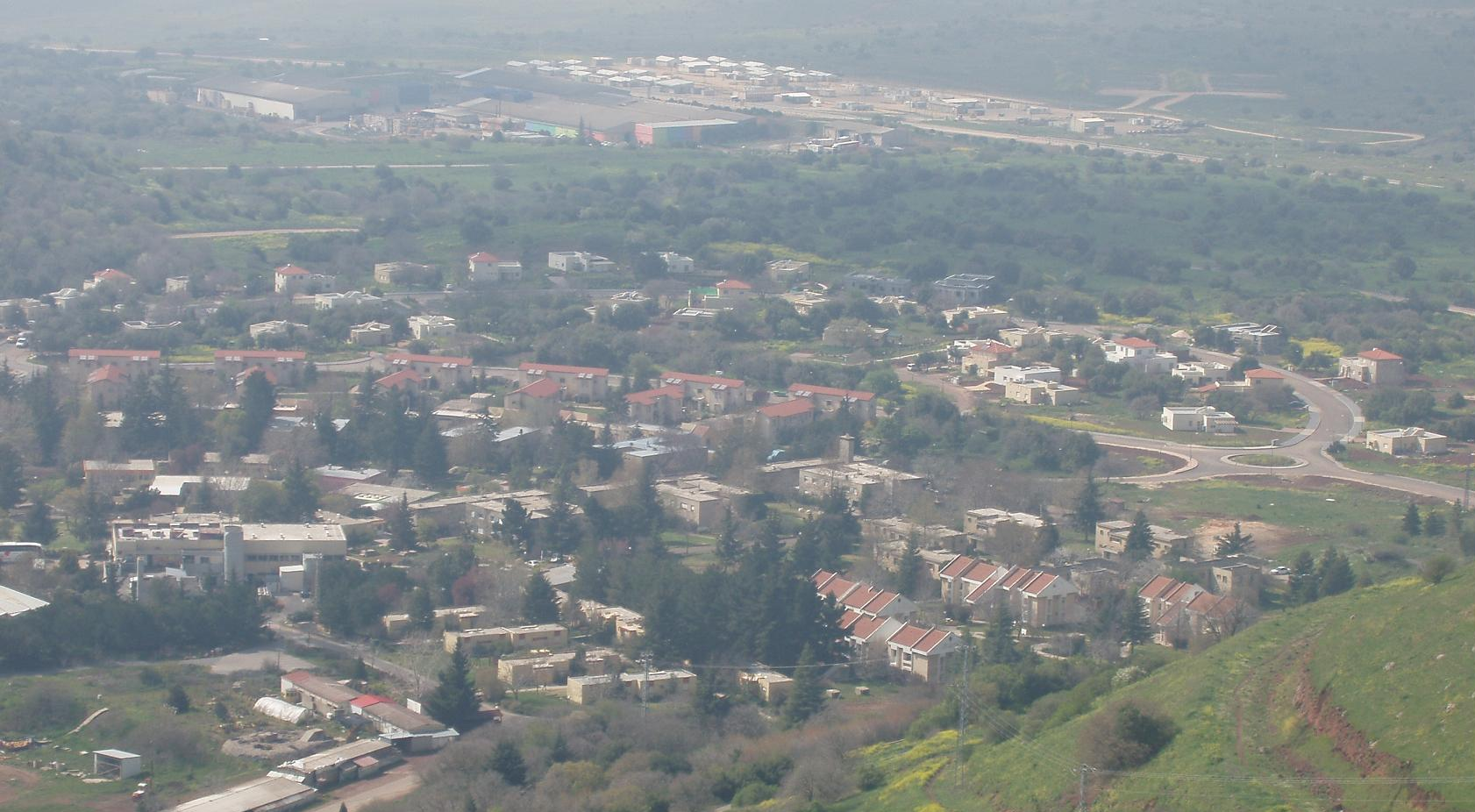
Палестині

### Кібуци і Мошави

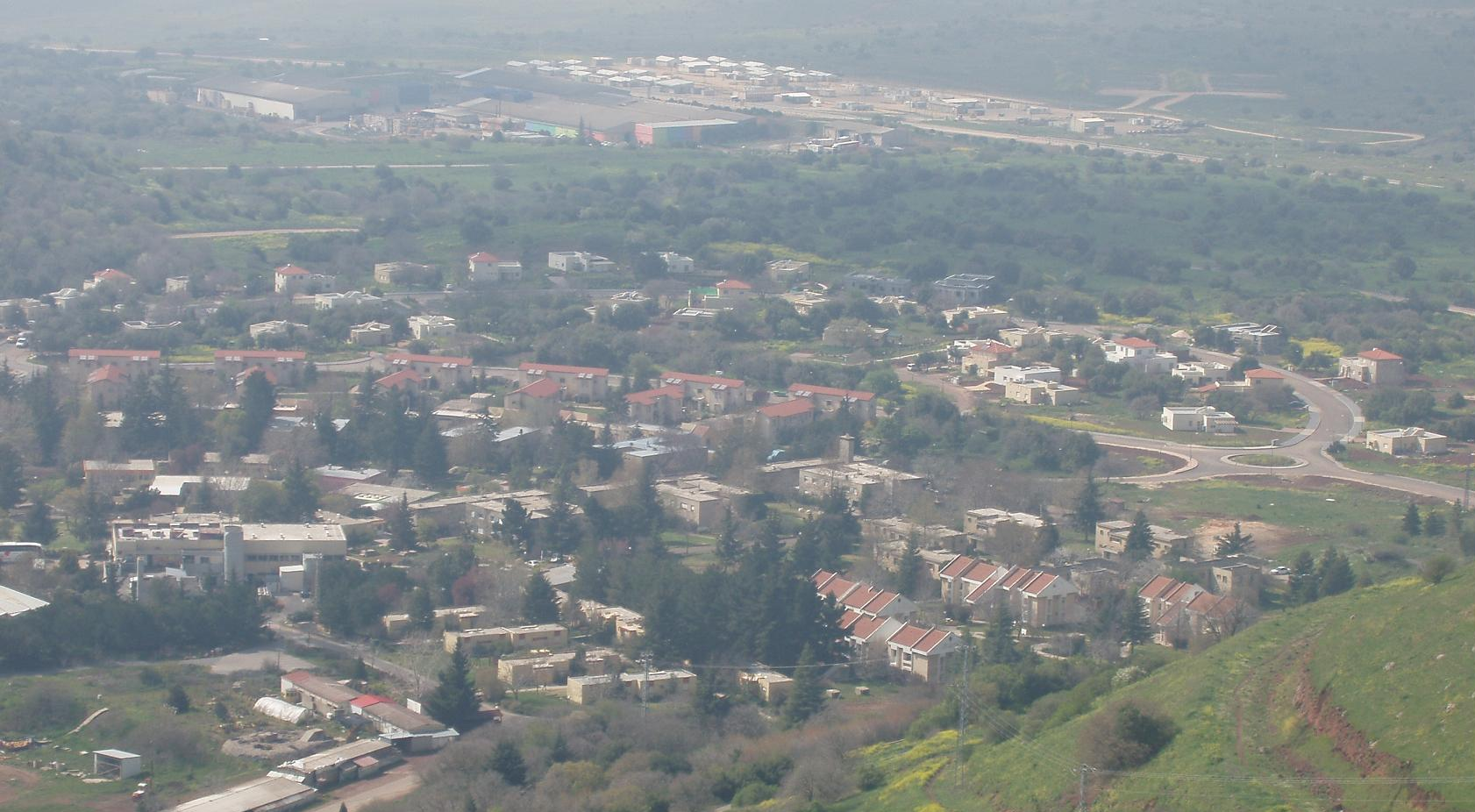
Кібуц Мером Голан, в Ізраїлі

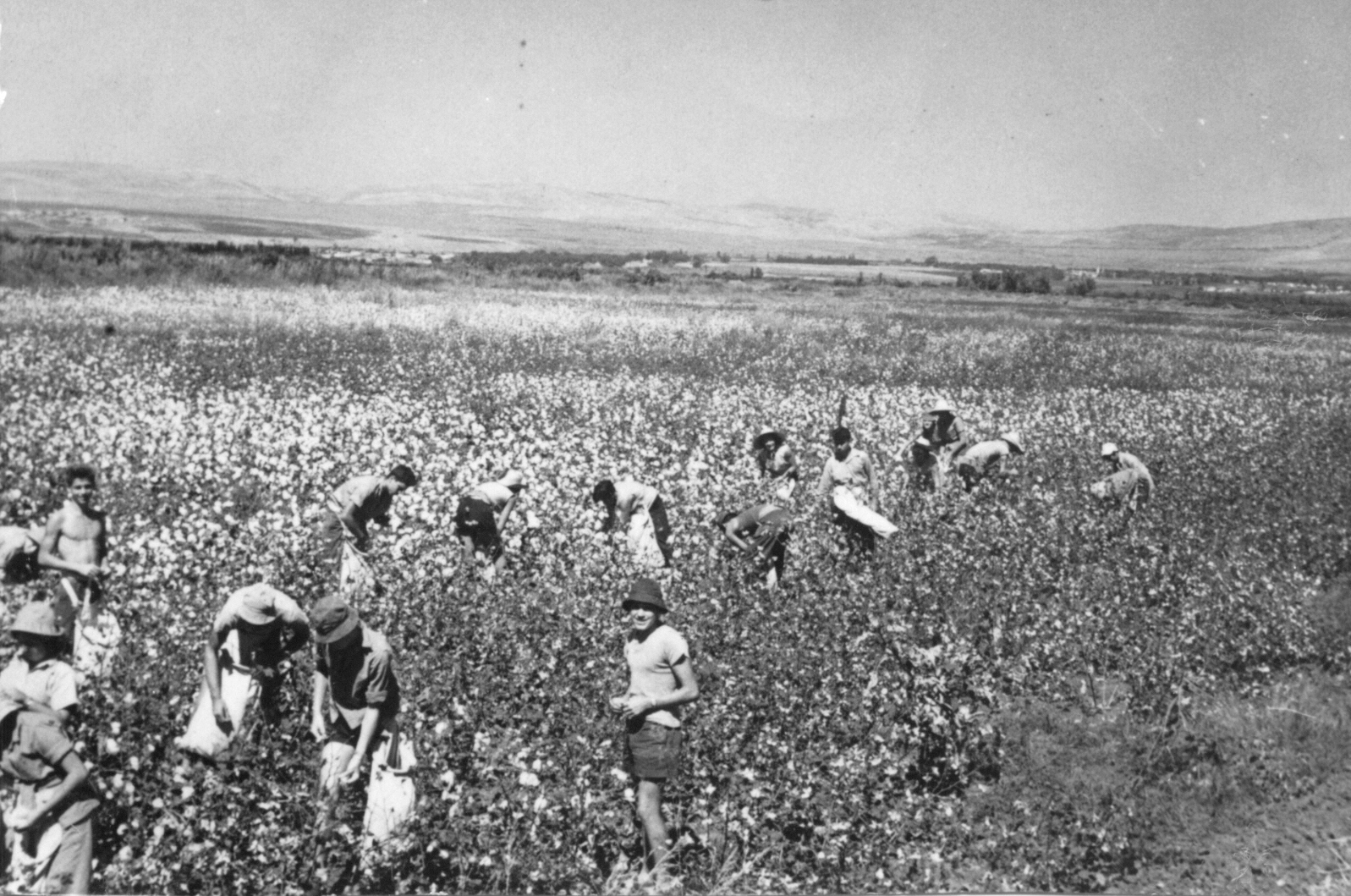
Бавовняне Поле кібуцу Шамір

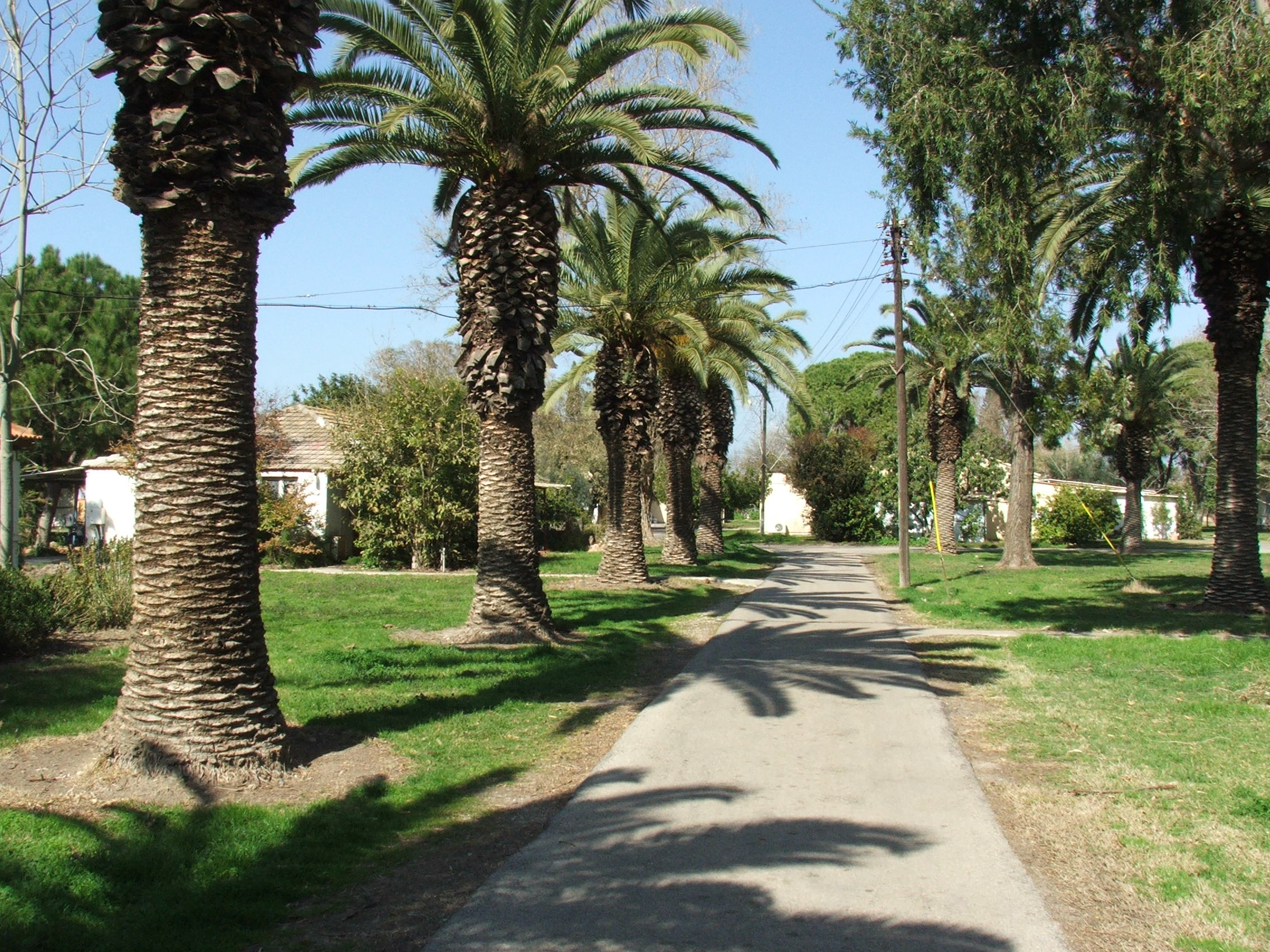
Кібуц Кфар масарик.

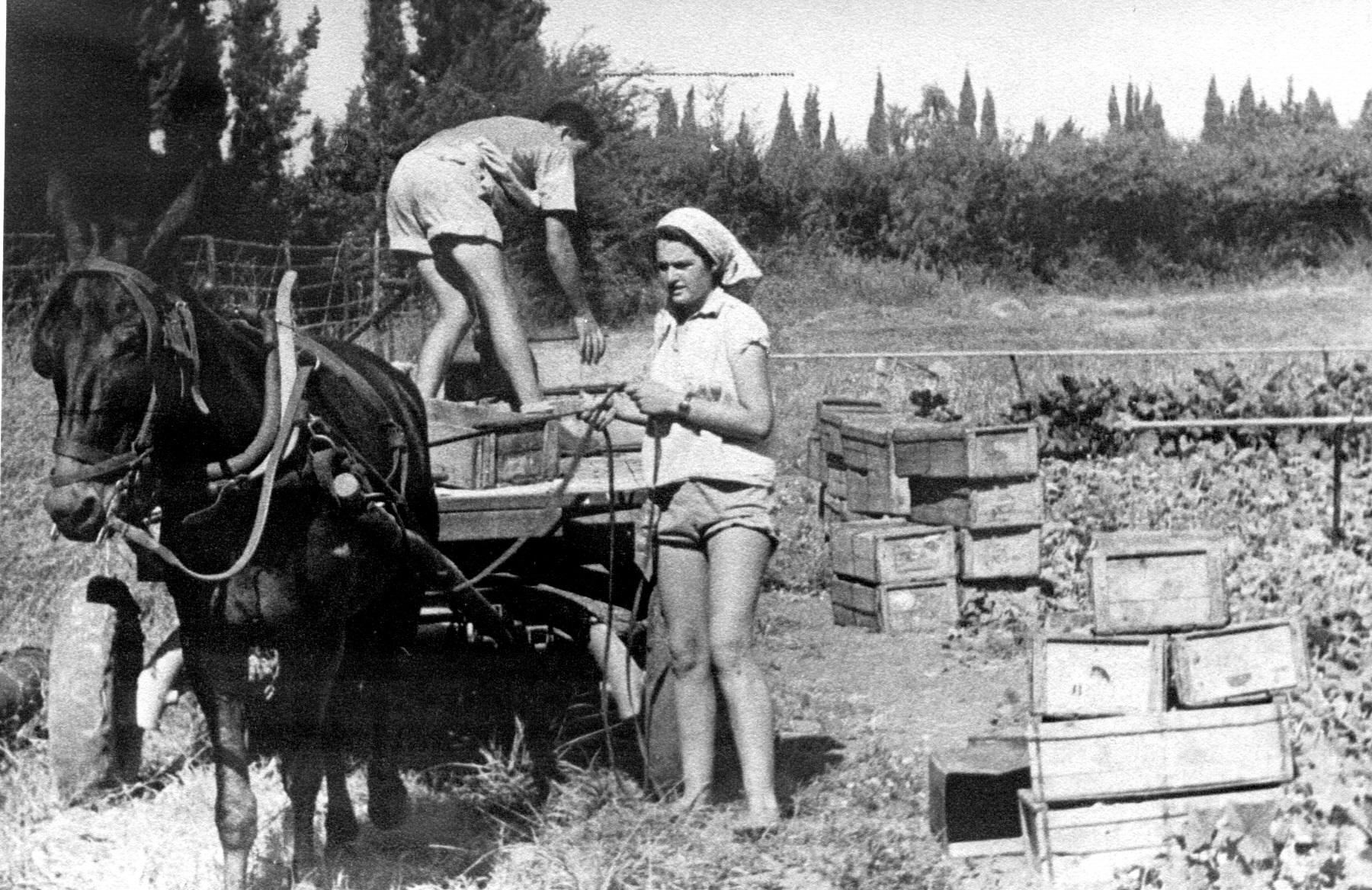
Кібуц Ган-Шмуель

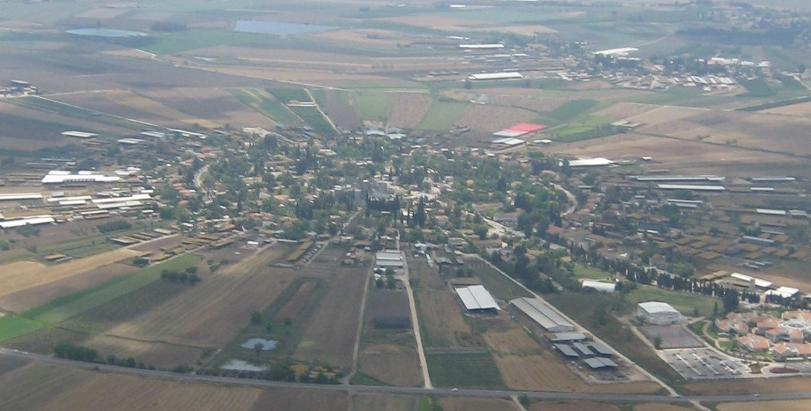
Мошав Нагалаль в долині Їзреел

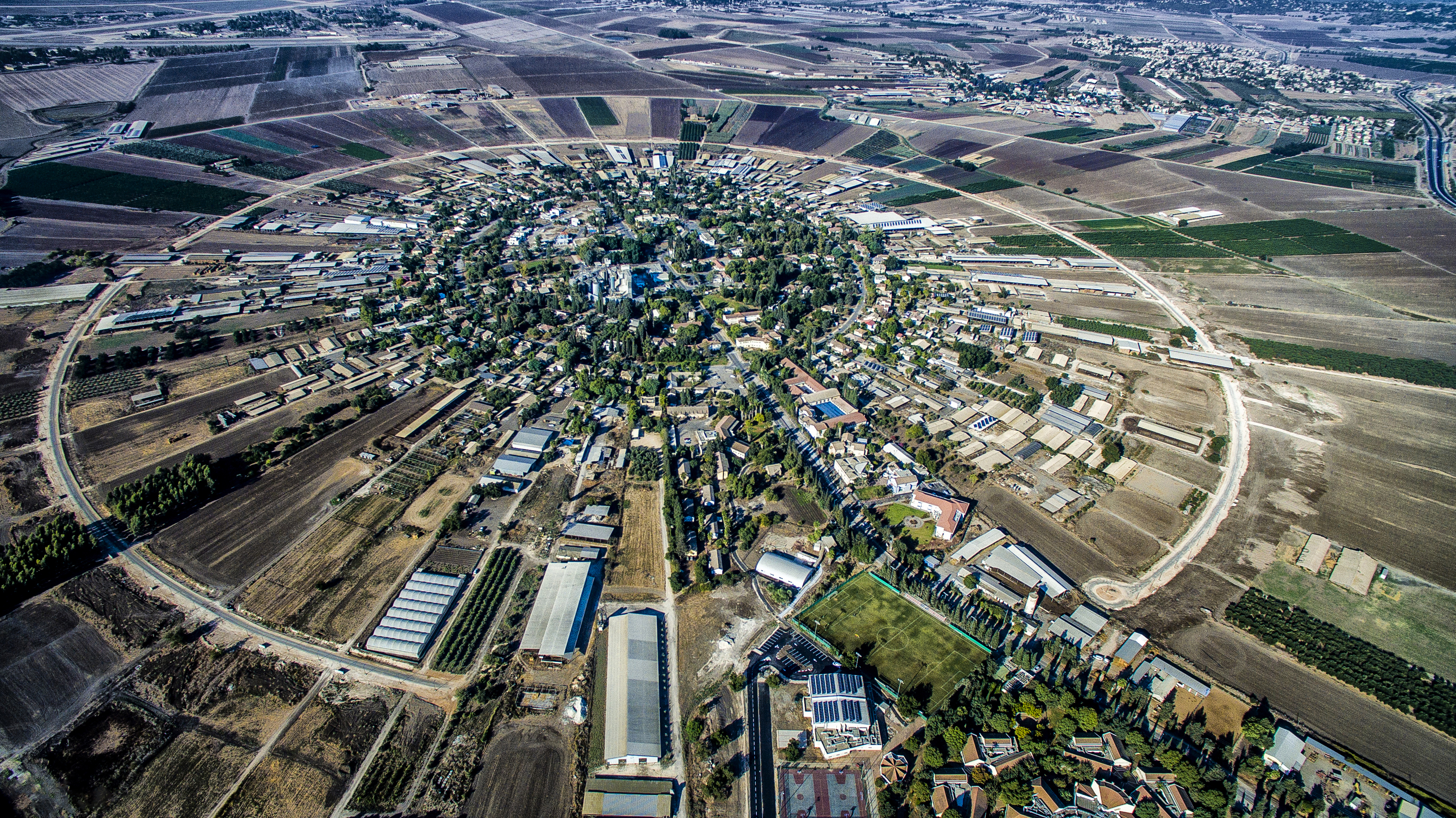
Мошав Нахалаль в Долині Єрусалиму

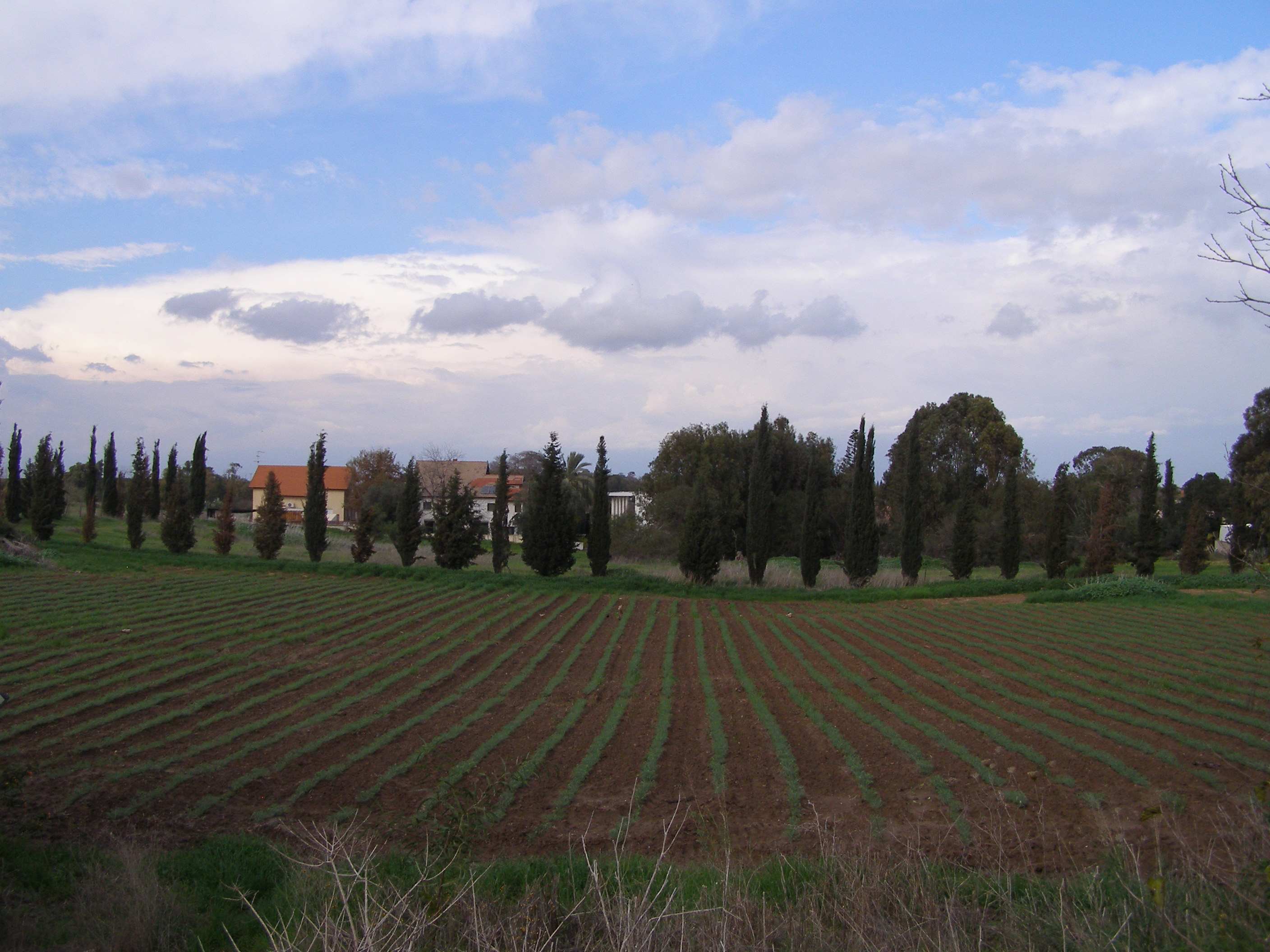
Шдема

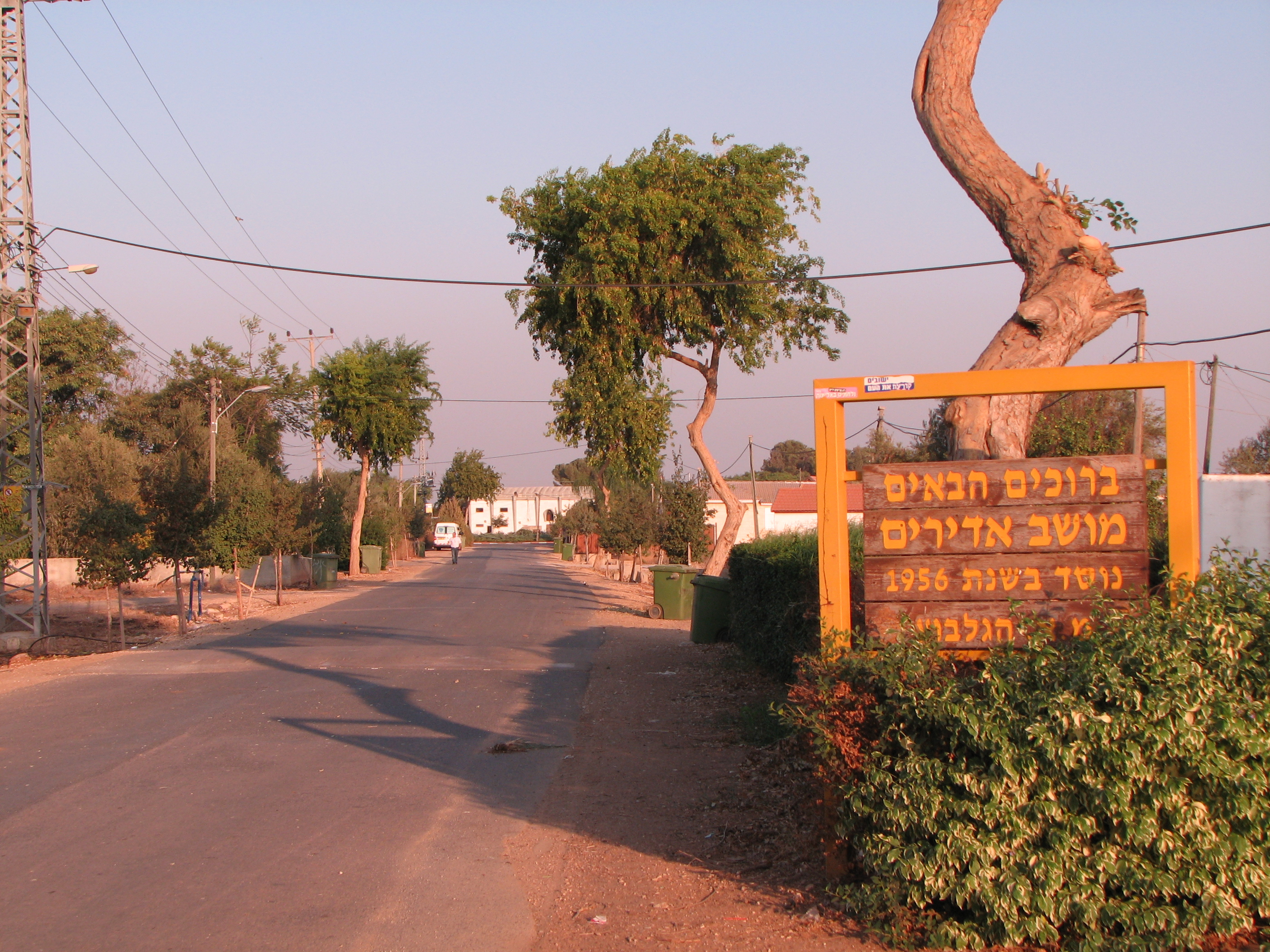
Адірім

Кібу́ц — самостійна соціальна й економічна структура в Ізраїлі, де знаряддя й засоби виробництва належать усьому колективові, а рішення приймають загальні збори всіх його членів. Традиційно базуються на сільському господарстві, яке подекуди витісняється іншими галузями господарства (від промислових заводів до високих технологій).
Перший кібуц, Деґанія, було засновано 1909 року між озером Кінерет та річкою Йордан.
Нині в 270 кібуцах Ізраїлю живе близько 2,2 % населення країни. Члени кібуцу займаються різноманітними роботами в кібуцному господарстві; діти більшу частину часу проводять у дитячих садках і навчальних закладах. Кібуци, які традиційно були основою сільського господарства країни (нині вони виробляють 33 % її агропродукції), тепер також зайняті туризмом, залучені в сферу послуг, організують виробничі підприємства.
Моша́в (івр. מוֹשָׁב — укр. селище) — назва сільських поселень в Ізраїлі, де кожна сім'я має свій дім і свою земельну ділянку. У минулому кооперація поширювалася на закупівлю та збут виготовленої продукції; нині ж «мошавники» прагнуть більшої економічної незалежності.
В Ізраїлі близько 450 мошавів, у кожному з яких приблизно 60 сімей (у цілому 3,1 % населення), виробляють значну частину сільськогосподарської продукції Ізраїлю.

## Сільськогосподарська продукція

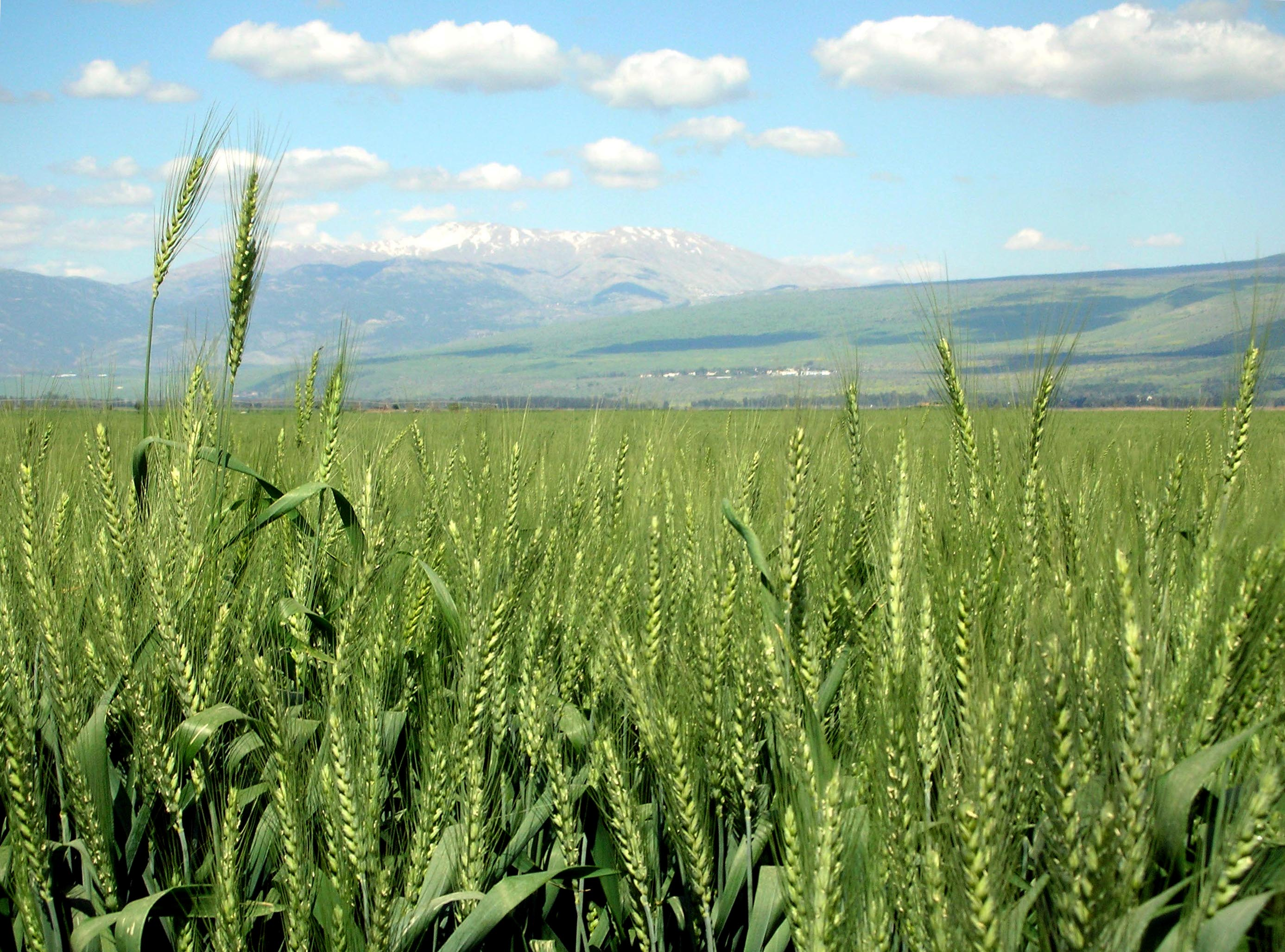
Пшениця, що виростає в Долині Хула

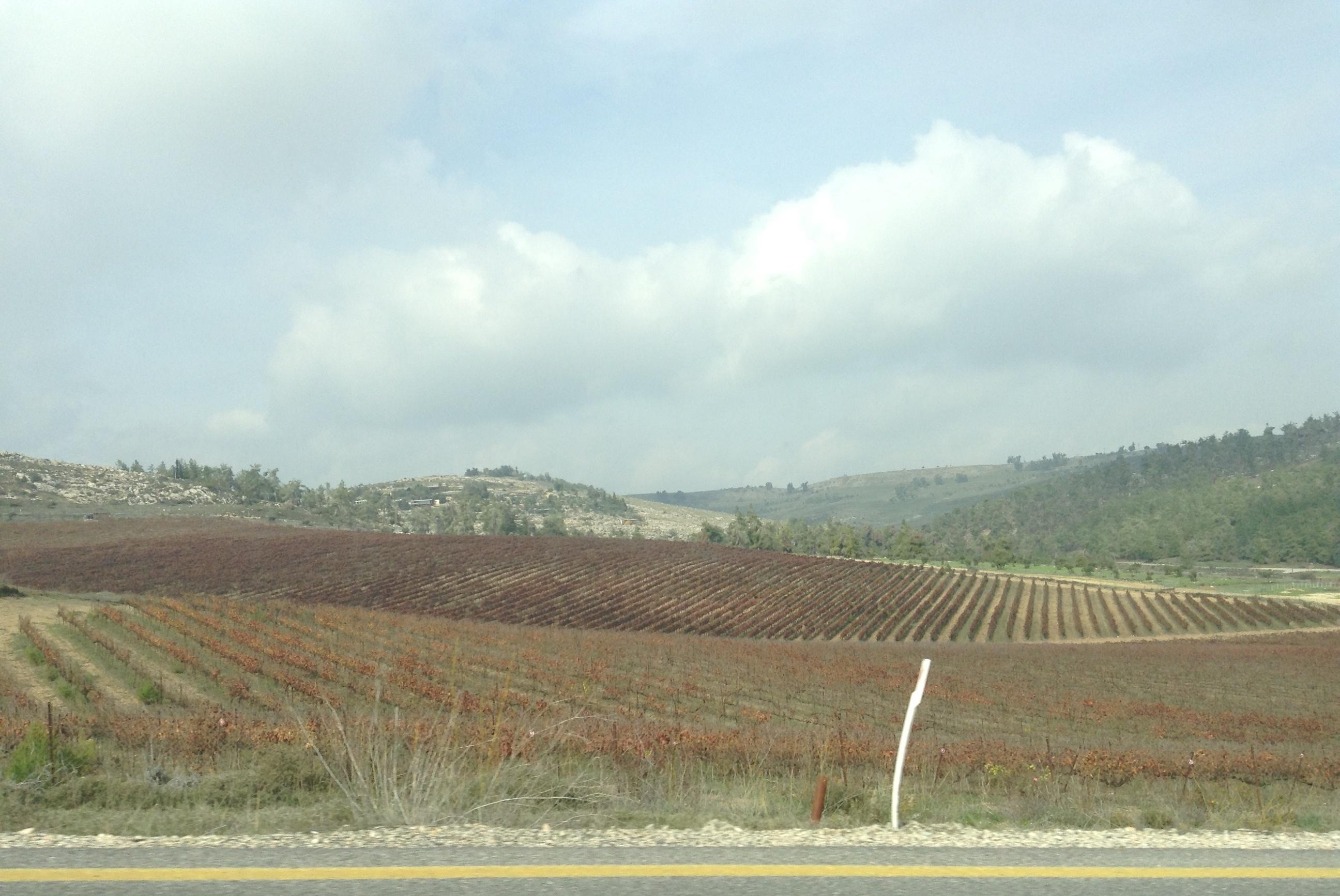
Поля, які знаходяться неподалік ві Сафеду

### Рослинництво
Завдяки великим варіаціям клімату та положення і характеристик земель, Ізраїль може вирощувати широкий спектр сільськогосподарської продукції. Зернові культури, вирощувані в країні, включають пшеницю, сорго, кукурудзу. Їх вирощують на 215 000 гектарів, 156 000 з яких складають озимі культури.
Серед вирощуваних овочів і фруктів виділяються насамперед цитрусові, авокадо, ківі, манго. Виноград вирощується переважно на Ізраїльської прибережній рівнині. Томати, огірки, перець і кабачки поширені по всій країні, тоді як дині ростуть тільки в зимові місяці в рівнинній місцевості. У субтропічних районах країни вирощують банани і фініки, тоді як на півночі вирощують яблука, груші черешню. Виноградники можна знайти по всій країні, так як виноробство в країні сягнуло світових масштабів та вважається таким яке стоїть на високих місцях.
У 1997 році було вирощено бавовни на 107 млн доларів $, більша частина була продані авансом на ф'ючерсному ринку. Урожай бавовни вирощується на 28 570 гектарів землі, з застосуванням крапельного зрошення. 5,5 тонн бавовни-сирцю з гектара отримують в середньому для азійських сортів і в середнім 5 тонн з гектара для американських, що є одними з найвищих показників у світі.

### Тваринництво
Молочне тваринництво в Ізраїлі досягло найкращих показників в світі по виробництву молока на одну корову, в середньому 10 208 кг (близько 10 000 літрів) в рік в 2009 році, відповідно до даних, опублікованих в 2011 році Центральним статистичним бюро Ізраїлю, країна обігнала Сполучені штати (9331 кг з однієї корови), Японію (7497 кг), ЄС (6139 кг) і Австралії (5601 кг) [8] .12 083 л молока (дані 2014 роки) Milknews.ru (20 травня 2015).
В цілому в 2010 році вироблено в Ізраїлі було понад 1300 тонн молока.
Все молоко в Ізраїлі видоюється на молочних фермах, стада в більшості складаються з ізраїльської голштинської породи, високоврожайної і стійкою до хвороб. Крім того, виробляється і овече молоко, яке йде на експорт.
Вирощуванням птиці, яка становить дві третини від споживання м'яса в країні, на 85 % займаються мошави.

### Рибний промисел і аквакультура
Середземне море є джерелом морської риби, тоді як прісноводну рибу ловлять переважно в Кинерет (Галілейському морі). Також практикується розведення риби в штучних озерах в пустелі Негев завдяки низці інноваційних технологій. Вчені центру вивчення сільського господарства пустель Університету імені Бен-Гуріона дослідили, що солонувата вода під пустелею може бути використана для сільського господарства і аквакультур, що призвело до розведення риб та креветок і ракоподібних в Негеві.
Рибні промисли в Східному Середземномор'ї значно знизилася у зв'язку з зменшенням рибних запасів і постачання свіжої риби в Ізраїль майже повністю залежать від аквакультури. Риба з Галілейського моря містить такі види як товстолобик, амура, кефаль, тіляпія, американського кам'яного окуня (en: Rock bass), срібного окуня (en: Silver Perch) і азійського морського окуня, ввезеного з Австралії. Риба, яку вирощують включають в себе золотистого СПАР (в Ізраїлі званого «денис»), лаврака і сріблястого обапола. Форель і лосось вирощуються в спеціальних каналоподібних ставках в проточній воді з річки Дан, притоці Йордану.

### Овочі та фрукти
Ізраїль є одним зі світових лідерів з виробництва і експорту цитрусових, включаючи апельсини, грейпфрути, лимон, памело.
В Ізраїлі існує понад сорока видів фруктів. Крім цитрусових тут вирощують авокадо, банани, яблука, груші, черешню, сливи, персики і нектарини, виноград, фініки, суницю ананасну, опунцію, хурму, і гранати. Ізраїль є другим у світі виробником шесека (Мушмула японська) після Японії.
У 1973 році два ізраїльських вчених, Хаїм Рабинович і Нахум Кедар, вивели сорт томатів з більш повільним у порівнянні з іншими сортами терміном дозрівання в умовах жаркого клімату. Їх дослідження привело до розробки першого в світі комерційного сорту томатів тривалого зберігання. Це відкриття перетворило сільське господарство Ізраїлю, сприяючи експорту овочевого насіння і переходу до високотехнологічного сільського господарства. Це відкриття справило також глобальний вплив на сільське господарство, дозволивши збільшити масштаби виробництва завдяки запобігання псуванню продукції. Раніше фермери були змушені бракувати до 40 відсотків своєї продукції.
Сорт томатів 'Томассо' (відноситься до томатів черрі) був виведений в розплідниках Хіштіл в рамках 12-річної програми розведення з використанням диких перуанських видів для створення нових сортів солодких томатів, високоврожайних і рано встигає.

### Квітникарство
В Ізраїлі продукція квітникарства виробляється на експорт у великих масштабах. У 2000 році обсяг експорту галузі перевищив 50 мільйонів доларів. Під вирощування троянд в Ізраїлі відведено 214 гектарів землі. На додаток до декоративних квітучих рослин, традиційних для Заходу, таких як лілії, троянди і тюльпани, Ізраїль експортує також деякі види рослин, які ростуть в пустелі. Він став одним з основних експортерів на світовому ринку квітів, особливо в якості постачальника традиційних для Європи квітів в зимові місяці.
Ізраїль є світовим лідером в області сільськогосподарських досліджень і технологій, які привели до різкого збільшення кількості та якості сільськогосподарських культур країни. Необхідність підвищення врожайності та якості зерна призвело до розробки нових насіння і сортів рослин, а також таких інновацій, як кондиціювання ґрунту, використання вермикуліту,= який при змішуванні з місцевою ґрунтом підвищує врожайність і крапельне зрошення.

### Вирощування органічних продуктів

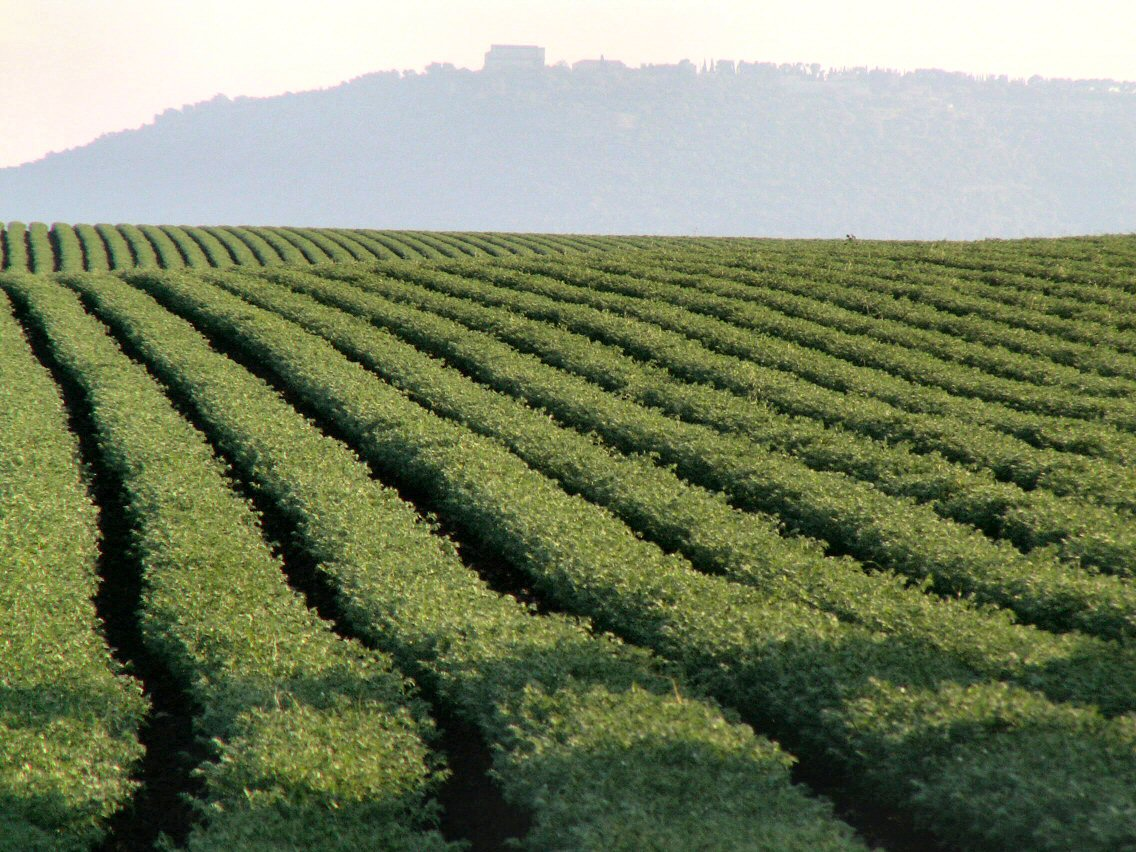
Виробництво нуту в Галіле, поблизу Гора Тхабор.

Органічні продукти складають близько 1,5 % від всієї сільськогосподарської продукції Ізраїлю, але їх частка в експорті значно вища, близько 13 %. 70 000 дунамів (70км²) землі використовується під вирощування органічної продукції, з них 65 % під овочі, 25 % — фруктові сади, 6 % — овочеві теплиці і 4 % — трави.

### Розведення тварин

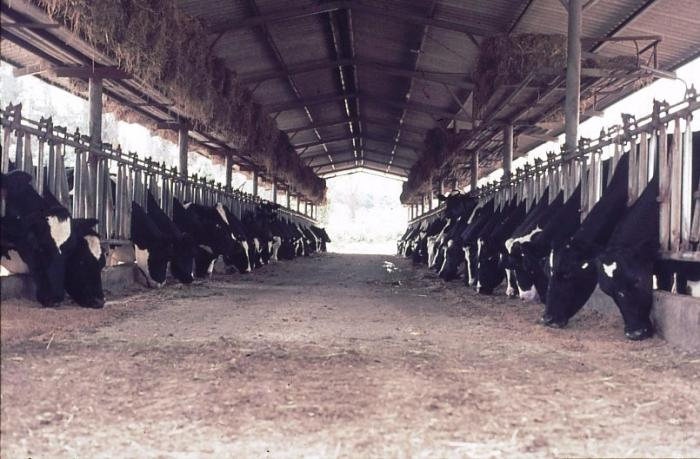
Ферма по переведенню корів в Шмуелі

Виробництво молока в країні значною мірою походить від корів Голштина, більш-менш гібридизованих, щоб протистояти хворобі. Ізраїль самодостатній для виробництва молока.
«Птахофабрика» в країні переважно знаходиться в Мошавімі, з більш ніж 85 % продукції країни, а споживання птиці становить дві третини від споживання м'яса в країні.

## Міністерство сільського господарства Ізраїлю
Міністерство сільського господарства та розвитку сільських районів (',  Misrad Ha Chakla'ut UFitu'ach HaKfar ) відповідає за ведення сільського господарства. Спочатку мало також назву Міністерство сільського господарства, в 1992 році Міністерство було перейменовано.

Однією з ціною яку поставило перед собою міністерство є розвиток та дослідження галузі сільського господарства. У цьому йому допомагають інститути, які працюють при співпраці з міністерством.
До досягнень міністерства можна віднести те що в Ізраїлі розроблено і випускаються комп'ютери для координації повсякденної роботи ферм. Серед інших функцій, вони управляють введенням добрив при відстеженні відповідних факторів навколишнього середовища, подачею харчування худобі в сумішах, що забезпечує мінімум витрат при максимумі результату, і підтриманням середовища з контролем температури і вологості в пташниках. Крім того, в нашій країні розроблено, вироблено та впроваджено різне передове обладнання для обробки ґрунту, сівби, вирощування рослин, збирання врожаю, його накопичення, сортування та пакування.
У склад міністерства входять різноманітні союзи, серед яких бавовняний, рослинництва, виноробства та інші.

## Система Іригації Ізраїлю

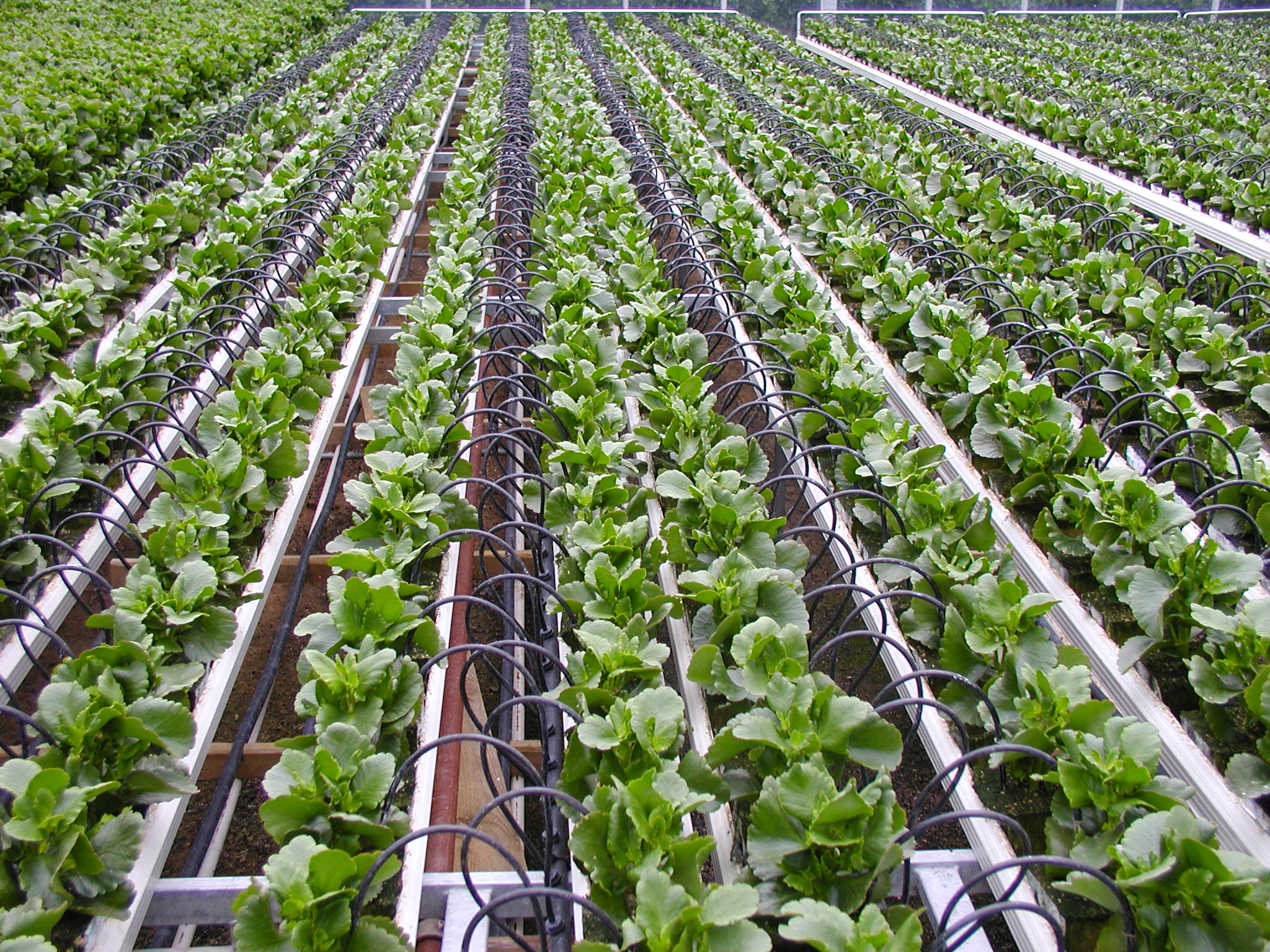
Крапельниці фірми Natafim

Велика частина території Ізраїлю класифікується як така яка є посушливою (60 %) або напівпосушливою. Дощ падає тільки взимку, головним чином в період з листопада по березень. Середньорічна кількість опадів коливається від 400 до 800 мм в північній і західній частинах країни і різко скорочується з півдня на схід. Сухий сезон практично без дощу переважає з початку квітня до кінця жовтня.
До початку 20-го століття сільське господарство на землі Ізраїлю було майже повністю зливовим, тому воно було обмежене північною частиною країни і прибережною зоною.
У деяких північних районах, де були джерельна вода, поля зрошувалися. Вода передавалася самопливом від джерела до полів у відкритих каналах. Кожен фермер повинен був отримувати свою частку води протягом декількох годин один раз в декілька днів або тижнів. Однак через велику втрату води уздовж маршруту транспортування — в результаті швидкої просочування в землю — вода розподілялася нерівномірно, а фермери, розташовані далі від джерела, залишалися без води.
Уздовж узбережжя підземних вод діставали з неглибоких колодязів за допомогою «норії» (ковшові водяні колеса) приводиться в рух осла або бик. Вода збиралися в басейні, а звідти — самопливом до сусідніх плантаціях (в основному апельсинові гаї). Такі свердловини рили вручну, а вихід був низьким.
Поняття про те, що сільське господарство потребує надійного водопостачання, початок освоюватися тільки наприкінці XIX і на початку XX століття. Це революційна зміна введені в основному єврейські поселенці, які були готове прийняти передові технології і ноу-хау. Такі технології було введено іммігрантами зі спеціальними навичками і професійною підготовкою. Серед них були люди, які відчули передові методи буріння через тверді шари породи і перекачування великої кількості води з глибоких свердловин.
Вирішальний фактор їх успіх був їх здатність об'єднатися і створити організації з метою збору коштів, розробки політики та складання планів фізичного розвитку. Всі ці зусилля досягли кульмінації в 1920-х і 1930-х роках в створенні великої кількості нових сільськогосподарських поселень.
Геологи на чолі з професором Л. Пікард (який іммігрував з Німеччини в 1924 рік) був запрошені на пошуки підземних вод. Сучасне бурове обладнання, здатне бурити великі глибини через тверді породи, ефективні насосні машини і нові матеріали, такі як цементні і металеві труби, були задіяні для розвитку надійних систем водопостачання. Але крім цих технічних зусиль завдання було вирішено шляхом радикальної зміни концепції того, що повинно бути адекватним водопостачанням.
Як згадувалося раніше, кількість опадів в Ізраїлі обмежена взимку і знижується з півночі на південь і з заходу на схід. Крім того, загальний річний рівень опадів коливається значно, часті періоди посухи. Планування і побудова надійної системи водопостачання повинна враховувати ці обмеження; тобто він повинен забезпечувати перехід між сезонами (взимку і влітку) регіонами (північ і південь) і року (з адекватним і неадекватні опадами).
Таким чином, на ранніх етапах поселення об'єднувалися на місцевому рівні, інвестували гроші для визначення місця розташування підземних вод і домагалися більш-менш безперервного водопостачання.

## Державне регулювання
Надлишки сільськогосподарської продукції були майже викорінені в країні, так як господарства мають квоти на виробництво і споживання води для кожної культури, що допомогло стабілізувати ціни. Існують квоти на молоко, яйця, птицю та картоплю. Ізраїльський уряд також заохочує зниження витрат на сільське господарство шляхом заохочення спеціалізації сільського господарства і припинення виробництва сільськогосподарських культур, для яких немає достатньо прибуткових ринків збуту. Міністерство сільського господарства Ізраїлю керує сільськогосподарським сектором країни, в тому числі сферою підтримки стандартів рослин і тварин, сільськогосподарського планування, дослідження і маркетингу.

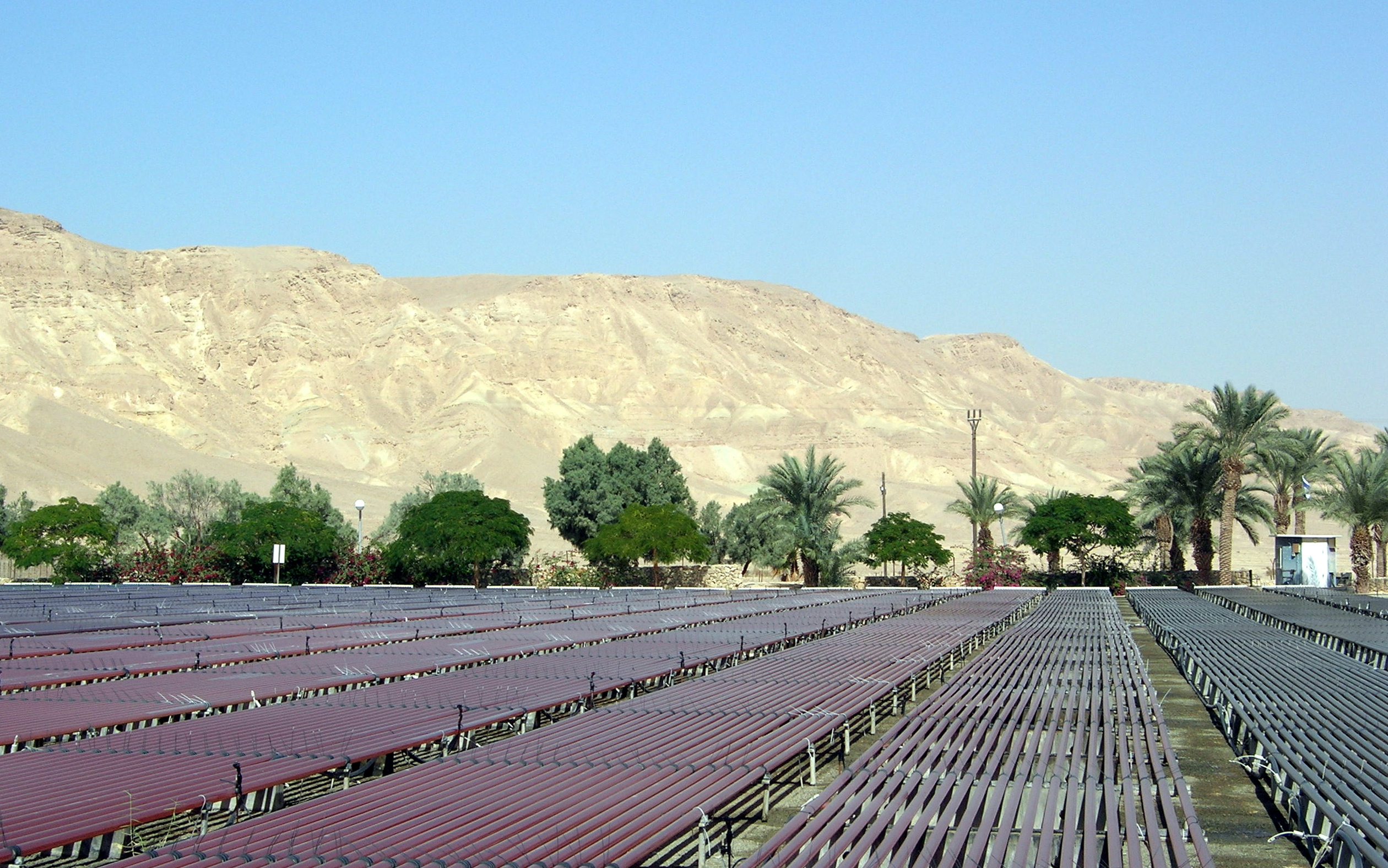
Етнокультури в кібуцці Кетура в Пустелі Нагев

В країні практично знищено надлишки сільськогосподарських підприємств, а ферми мають квоти на виробництво та квоти на воду для кожного врожаю, які мають стабілізовані ціни. Уряд Ізраїлю також закликає знизити витрати на сільськогосподарську діяльність, намагаючись заохотити спеціалізоване сільське господарство та зупинити виробництво культур, для яких не існує достатньо рентабельних ринків.
Міністерство сільського господарства Ізраїлю (Міністерство сільського господарства) керує сільськогосподарським сектором країни, включаючи підтримку стандартів охорони здоров'я рослин і тварин, планування сільського господарства, а також досліджень та маркетингу.
Держава субсидує фермерам до 40 % від вартості покупки і впровадження нових технологій Програмне забезпечення, системи зрошення, інноваційна збиральна техніка — все це обходиться ізраїльським фермерам дешевше завдяки державним субсидіям. За рахунок такого підходу, а також тісної співпраці державного, частотного і наукового секторів в сфері АПК, Ізраїлю вдається зберігати високий тим впровадження інновацій в сектор.

## Агрокультурні компанії Ізраїлю
1) Evogene є ізраїльською компанією, яка використовує наукові дослідження і розробки для підвищення продуктивності сільськогосподарських культур. Компанія використовує рослинний геном і біотехнології для створення рослин і біопалива, які несуть бажані риси, такі як стійкість до стресу або шкідників. Evogene впроваджує гени рослин з одного виду, а й не використовує трансгенні технології, або ГМО. Основний профіль -зерна;
2) AfiMilk підносить Ізраїль в молочній сфері, особливо в Азії. Технології Afimilk допомагають молочним фермерам знати скільки молока отримує він від свого стада та займається різноманітними технологіями;
3)Hazera Genetics є одним зі світових лідерів в розведенні сортів і гібридів, виробником і експортером насіння овочів та польових культур. Компанія колись належала кібуцам і сільським жителям, але в даний час управляється французькою фірмою. Проте, базується в Ізраїлі, Hazera має нові і рідкісні сорти томатів, які можуть продаватися за більш ніж $ 200 000 за кілограм насіння;
4)Aqua Moaf прославили ім'я Ізраїлю в рибництві та аквакультурі. Протягом більше 20 років, Aqua Maof проводить консультації і будівництво рибних ферм на суші і в клітинах по всьому світу. Так як природна популяцій риб по всьому світу різко зменшується, такі компанії, як Aqua Moaf може дати людям здоровий варіант білка на основі риби;
5)Rosetta Green. Ця компанія працює над поліпшенням якостей рослин. Придбано Monsanto в 2013 році. Вона спеціалізується на виявленні унікальних генів і розвитку їх в поліпшених рослинах для продовольства і біопалива. Компанія застосовує мікроРНК дослідження і точно налаштовує основні «БІО-перемикачів», які контролюють ключові процеси в основних сільськогосподарських культурах, таких як кукурудза, пшениця і рис.
Інші AgriTech  компанії
- Netafim: Спеціалізується на системах крапельного зрошення та інших рішень для оптимізації поливу.
- Taranis: Використовує штучний інтелект та аналітику для оптимізації управління полями та робить прогнозування в галузі сільського господарства.
- DouxMatok: Розробляє інноваційні технології для поліпшення смаку та текстури харчових продуктів, зокрема цукру.
- AgriTask: Забезпечує цифрові рішення для управління сільським господарством, включаючи моніторинг та аналіз даних.
- VIBE Imaging Analytics: Використовує технології обробки зображень для аналізу стану рослин та виявлення проблем на ранніх стадіях.
- Edete Precision Technologies for Agriculture: Спеціалізується на автоматизованому запиленні сільськогосподарських культур, включаючи фруктові дерева.
- Tal-Ya Agriculture Solutions: Розробляє інноваційні полімерні покриви для захисту рослин та оптимізації водного режиму.
- Amai Proteins: Виробляє солодкі білки для застосування в харчовій промисловості, замінюючи традиційний цукор.
- CropX: Надає розумні агротехнічні рішення для оптимізації використання води та покращення врожаю.
- BioBee Biological Systems: Запилення та біологічні засоби захисту

## Цікаві факти
- 76 % експортованої сільськогосподарської продукції йде на ринки Європи. Даний факт говорить про високу якість і належний рівень безпеки ізраїльських продуктів харчування. Головний регіон для вирощування експортної продукції — пустеля Арава.
- Ізраїльські фермери вміють змінювати смакові якості овочів і фруктів Вони можуть як посилювати смак плодів, так і робити його більш нейтральним. Варто відзначити, що подібний ефект досягається за рахунок гібридизації — виведення нових сортів рослин шляхом схрещування існуючих, — а не генних модифікацій продуктів(ГМО).
- Овочі упорядковуються за допомогою фототехніки і комп'ютерів На конвеєрній стрічці кожен плід фотографують 32 рази.
- Мигдаль і фініки збирають не вручну, а за допомогою спеціального комбайна.
- Надої молока збільшують за рахунок обливання корів холодною водою. Свого часу ізраїльтяни добилися підвищення надоїв до 10 000 літрів в рік за рахунок технологій контролю над станом і поведінкою тварин. Однак і цього їм здалося мало. Відносно недавно ізраїльські молочники знайшли спосіб ще більше збільшити надої. Домогтися таких результатів вдалося за рахунок обливання корів холодною водою. Справа в тому, що дана процедура допомагає поліпшити самопочуття тварин, що відбивається на їх апетиті і, відповідно, надої. За словами ізраїльських тваринників, таке обливання дозволило збільшити надої в середньому ще на 2 500 літрів на рік. Таким чином, сьогодні в Ізраїлі найвищий рівень надою молока з однієї корови в світі — в середньому 12,5 тис. літрів на рік. Наприклад, в Німеччині цей показник становить близько 8,5-9 тонн в рік, в США близько 10 тонн на рік, в Україні — близько 4-4,5 тонн в рік.
- Несучість курей підвищують за допомогою різнокольорових іграшок. Кури насправді не менш агресивні, ніж півні. Більш того, у них розвинений канібалізм. У більшості випадків, кури, сидять на сідалі, клюють інших курей, які сидять поруч. Боротися з агресивною поведінкою пернатих ізраїльські фермери вирішили більш гуманним способом, ніж підрізання дзьоба, наприклад, яке поширене в інших країнах. Щоб викорінити канібалізм перед курми в курниках початку підвішувати різнокольорові іграшки. Таким чином, коли вони хочуть «випустити пар», вони клюють не своїх сусідів по сідалу, а ці іграшки. Так вдалося значно знизити рівень смертності в курниках.
- Термін зберігання картоплі продовжують за рахунок обробки додаткових бруньок ефірними оліями. Додаткові бруньки бульби обробляють м'ятною, евкаліптовою й іншими ефірними оліями, що перешкоджає проростанню картоплі та, відповідно, подовжує термін його зберігання. Дану роботу виконують не люди, а спеціальні запрограмовані пристрої
- В Ізраїлі процес боротьби з комахами набагато більш глобальний і системний, ніж в інших країнах.

В Ізраїлі це навіть боротьбою не називають. Це швидше системне управління комахами, яке включено в інтегровану систему захисту рослин (integrated pest management). Підхід об'єднує виборчу боротьбу зі шкідливими комахами і мікроорганізмами, а також раціональний контроль над популяцією корисних комах і мікроорганізмів. Зокрема, для знищення або контролю комах в теплицях і на полях розпилюють анісову, базилікову та інші олії, застосовують феромони тощо.